# Saint-Quay-Portrieux
Pour les articles homonymes, voir Quay.

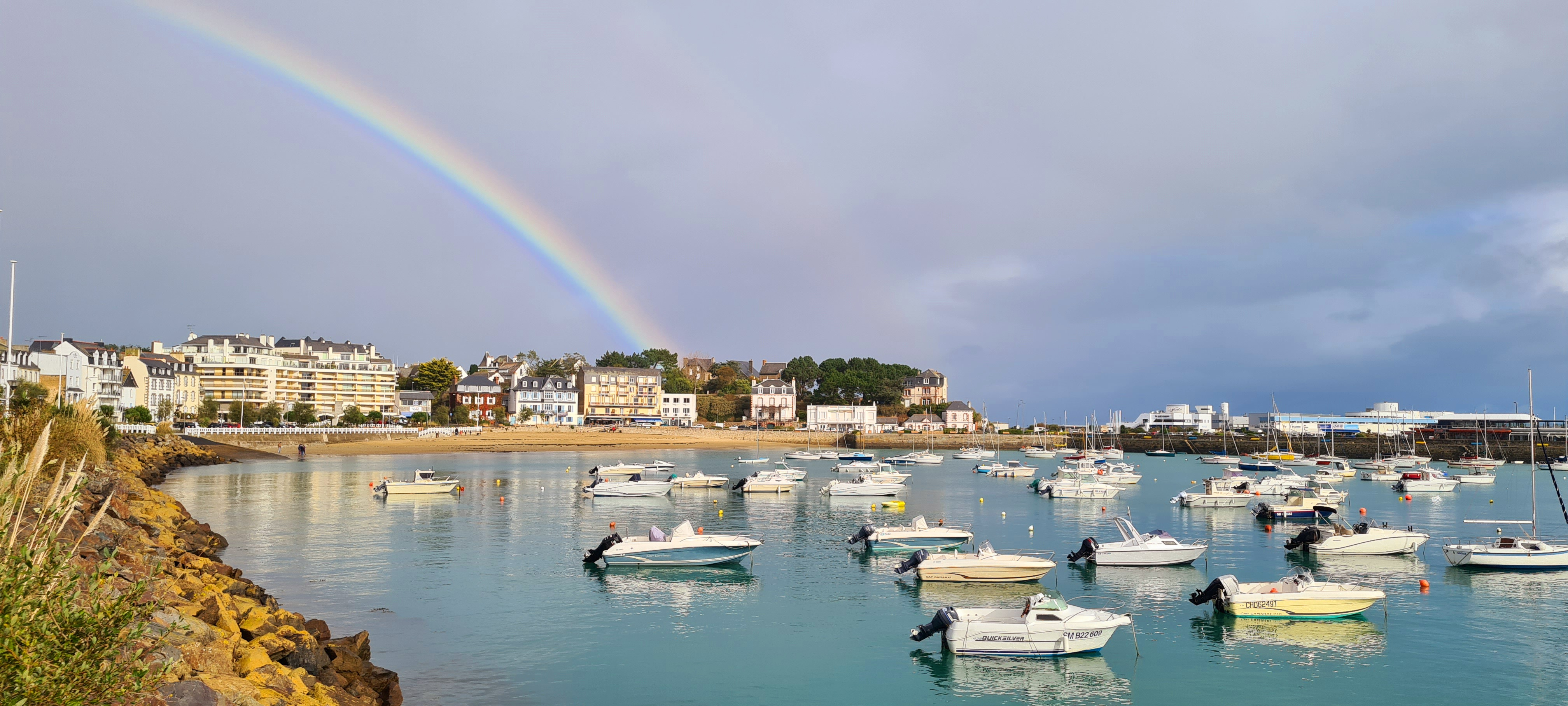
Le Portrieux

Saint-Quay-Portrieux [sɛ̃kɛpɔʁtʁijø] est une commune française située dans le département des Côtes-d'Armor en région Bretagne. Ses habitants sont appelés les Quinocéens. Saint-Quay-Portrieux appartient au pays historique du Goëlo.
La commune est à la fois une station balnéaire, un port de pêche et de plaisance sur la Manche.

## Géographie
| \| Saint-Brieuc Dinan Lannion Perros-Guirec Paimpol Mûr-de-Bretagne Callac Saint-Quay-Portrieux \| |
| Saint-Brieuc Dinan Lannion Perros-Guirec Paimpol Mûr-de-Bretagne Callac Saint-Quay-Portrieux       |

Saint-Quay-Portrieux, (se trouvant en pays Gallo on n'y parle pas le Breton), en breton Sant-Ke-Porzh-Olued, dans le département des Côtes-d'Armor, autrefois appelé les Côtes du Nord, sur la côte nord de la Bretagne.
Elle se situe dans la baie de Saint-Brieuc, qui est la préfecture du département.
La commune de Saint-Quay-Portrieux se situe sur l'ancienne route nationale D 786 de Saint-Malo (92 km à l'est) et Saint-Brieuc (préfecture, 20 km au sud-est) à Paimpol (27 km au nord-ouest), Lannion et Morlaix. Guingamp est à 28 km au sud-ouest, Rennes à 117 km au sud-est.
La côte de Saint-Quay-Portrieux, appelée Côte du Goëlo, s'étend de Saint-Brieuc jusqu'à Paimpol plus au nord, face à l'archipel de Bréhat.

Sur ces mêmes côtes et à quelques kilomètres de Saint-Quay-Portrieux se trouve la commune de Plouha, sur la côte de laquelle se dressent les plus hautes falaises de Bretagne culminant à 104 mètres au-dessus du niveau de la mer.
| Tréveneuc |                       | La Manche |
|           | Saint-Quay-Portrieux  | La Manche |
| Plourhan  | Binic-Étables-sur-Mer | La Manche |

### Hameaux, lieux-dits et écarts

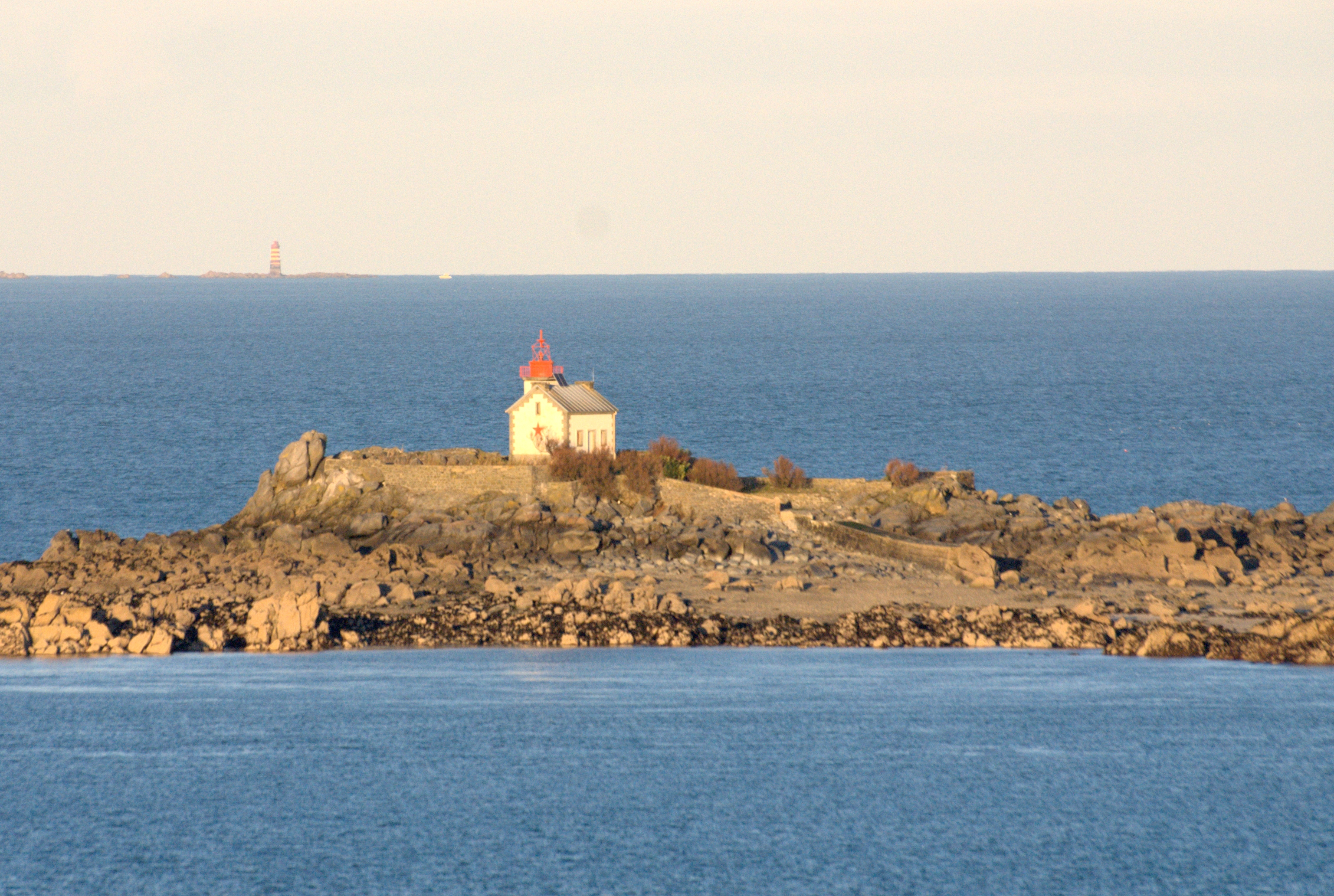
Phare de l'île Harbour, au large de Saint-Quay-Portrieux.

L'île Harbour est un îlot rocheux situé à 1,8 km du rivage de Saint-Quay-Portrieux, face à la pointe de Saint-Quay encore appelée la pointe du sémaphore. Cette roche, surmontée d'un feu datant de 1850 qui marque l'archipel des Roches de Saint-Quay, est la plus haute de son archipel et la seule à abriter de la végétation.
Le phare de l'Île Harbour permet de signaler le plateau rocheux des îles Saint-Quay situé à 1,2 km de la côte. Il permet aussi d'indiquer l'entrée de la rade de Portrieux . Le feu a été allumé le 6 mai 1850.

### Cadre géologique

Carte géologique du Massif armoricain, avec au nord-est le batholite mancellien et ses nombreux plutons de granite cadomien (Trégor, Lanhélin, Louvigné, Vire, Avranches…). Ce batholite dessine une ellipse de 150 km (d'Alençon à la Rance) sur 90 km (de Vitré à Vire).

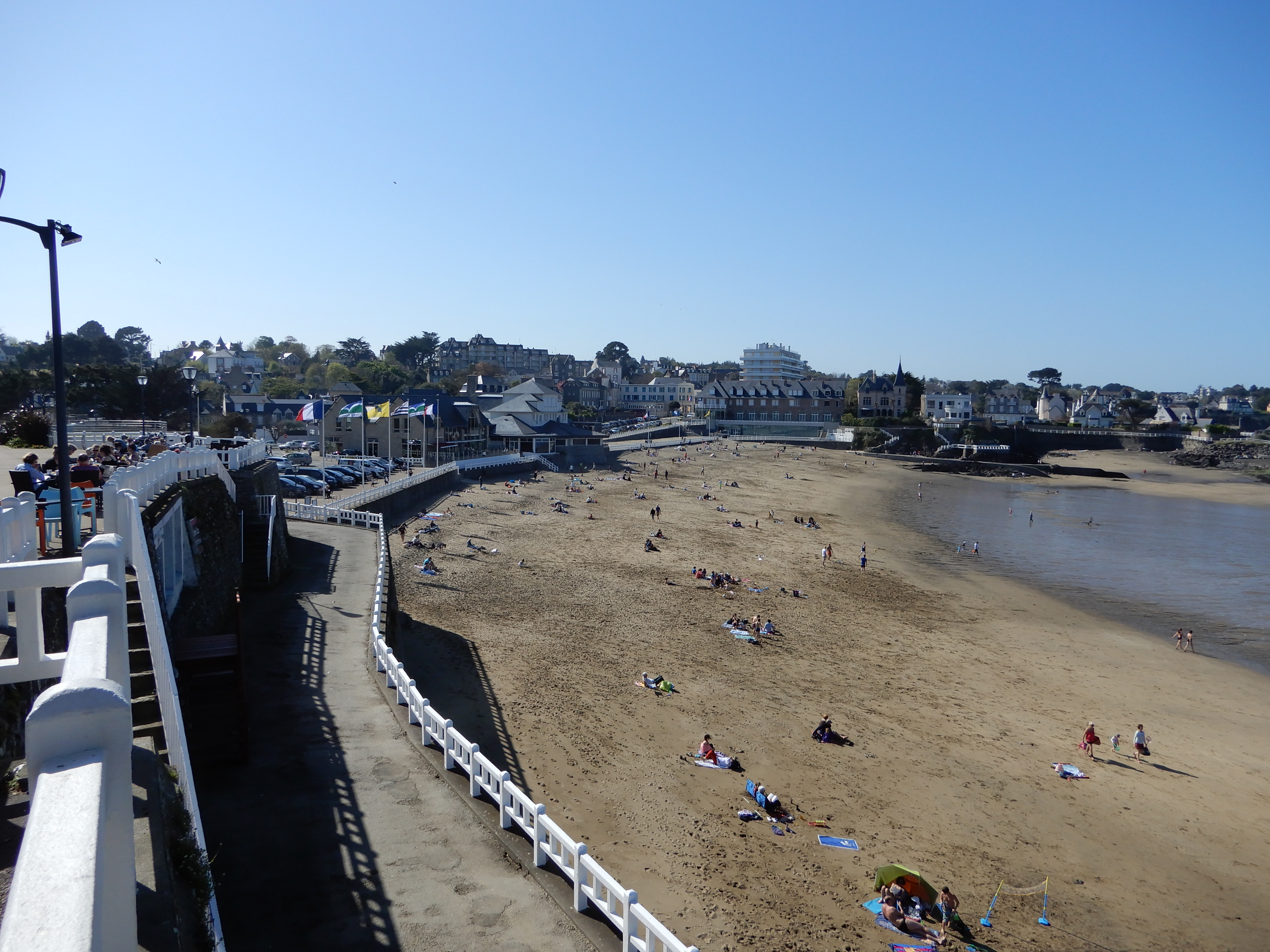
Plage du casino.

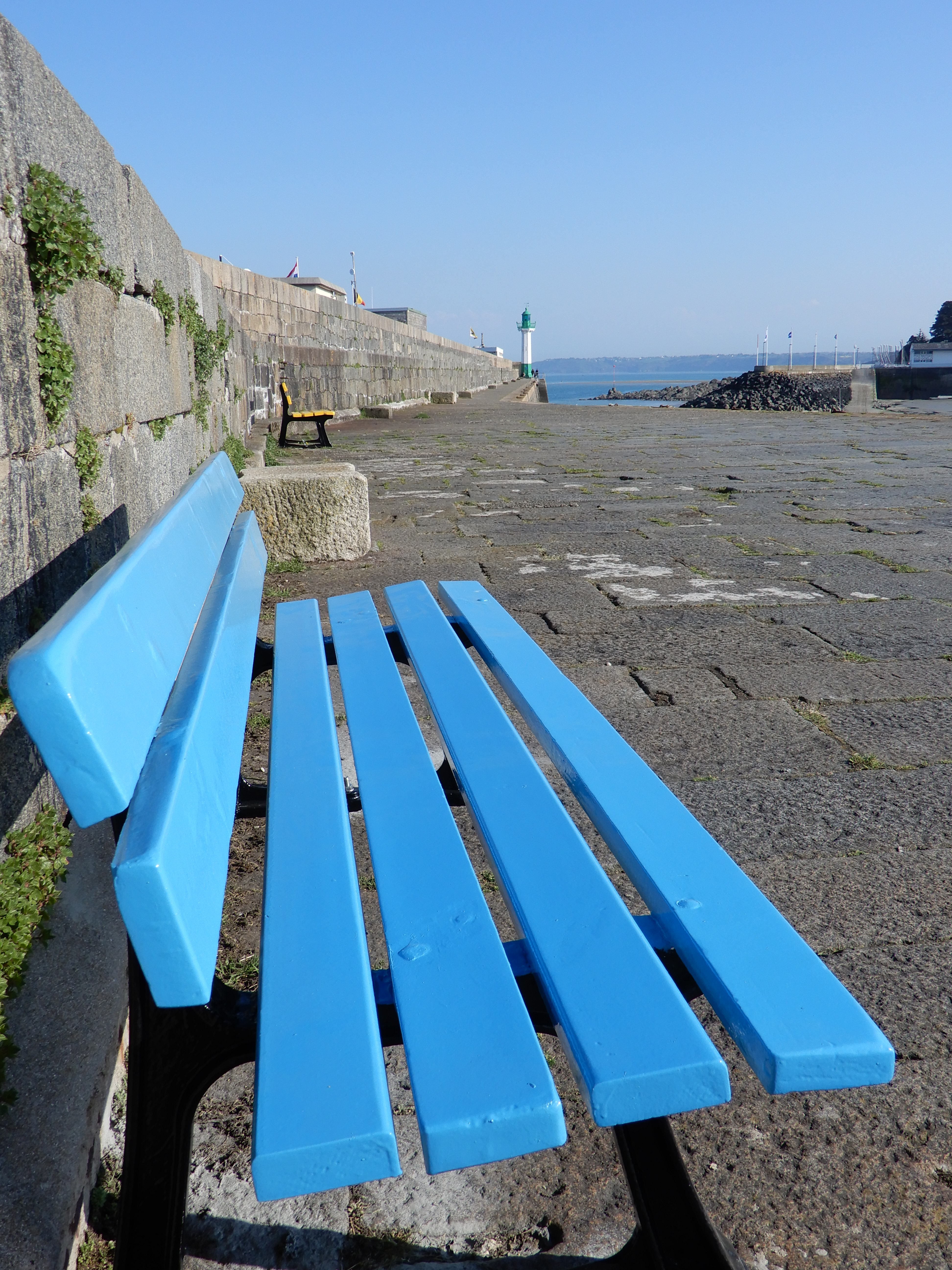
Digue de l'entrée du port.

Située à l'extrémité orientale du plateau du Trégor, Saint-Quay-Portrieux est localisée dans la partie médiane du domaine nord armoricain, unité géologique du Massif armoricain qui est le résultat de trois chaînes de montagnes successives. Le site géologique de Saint-Quay-Portrieux appartient plus précisément à l'unité du Trégor-Hague représentée principalement par un complexe volcano-plutonique comprenant le batholite du Trégor s.s. (pluton de granitoïdes calco-alcalins — diorites à granites — mis en place au sein des gneiss icartiens et qui fait partie d'un ensemble plus vaste, le batholite mancellien) et les « Tufs de Tréguier » (tufs, ignimbrites et laves intermédiaires à acides).

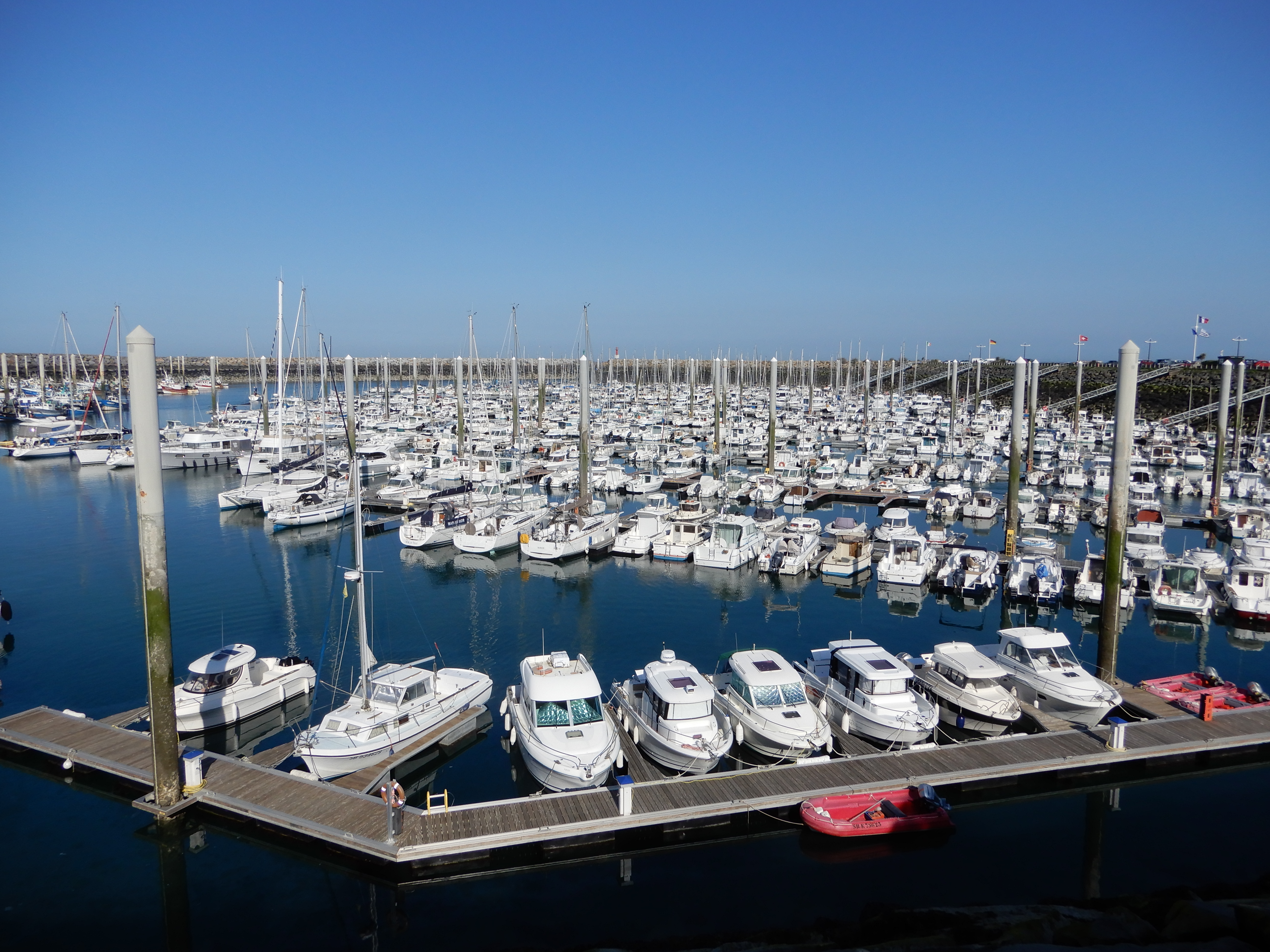
Port de plaisance.

L'histoire géologique du plateau du Trégor est marquée par le cycle icartien (de c. −2 200 Ma à −1 800 Ma) dont la géodynamique est mal connue, et le cycle cadomien (entre 750 et 540 Ma) qui se traduit par la surrection de la chaîne cadomienne qui devait culminer à environ 4 000 m et regroupait à cette époque (avant l'ouverture de l'océan Atlantique) des terrains du Canada oriental, d'Angleterre, d'Irlande, d'Espagne et de Bohême. Cette ceinture cadomienne se suit à travers le Nord du Massif armoricain depuis le Trégor (baie de Morlaix) jusqu'au Cotentin. À une collision continentale succède une période de subduction de l'océan celtique vers le sud-est, sous la microplaque Armorica appartenant alors au supercontinent Gondwana. Des failles de direction N40°-N50°enregistrent un raccourcissement oblique, orienté environ NNE-SSW. Cette tectonique régionale entraîne un métamorphisme à haute température et basse pression. À la fin du Précambrien supérieur, les sédiments briovériens issus de l’érosion rapide de la chaîne cadomienne sont ainsi fortement déformés, plissés, formant essentiellement des schistes et des gneiss. Les massifs granitiques du Mancellien (notamment le massif côtier nord-trégorrois, le granite de Plouha, les diorites et gabbros de Saint-Quay-Portrieux), dont la mise en place est liée au cisaillement nord-armoricain scellent la fin de la déformation ductile de l'orogenèse cadomienne. À leur tour, ces massifs granitiques sont arasés, leurs débris se sédimentant dans de nouvelles mers, formant les « Séries rouges » qui se déposent dans le bassin ordovicien de Plouézec-Plourivo, hémi-graben limité au nord par la faille de Trégorrois. Les grands traits de l’évolution géologique du Trégor sont alors fixés. L'altération a également transformé les roches métasédimentaires en formations argilo-sableuses. Enfin, au Plio-quaternaire, les roches du substratum sont localement recouvertes par des dépôts récents issus de l'action du vent (lœss, limons sur les coteaux).
La région de Saint-Quay-Portrieux est ainsi formée d'un plateau de 40 à 100 m de hauteur, descendant vers la Manche. Elle correspond à la subduction d'un domaine océanique vers le sud-est sous la marge nord du Gondwana, entraînant un métamorphisme à haute température et basse pression (subduction engendrant un bassin intra-arc ou une zone de chevauchement, les deux hypothèses restant débattues).
Pétrographiquement, la formation de Saint-Quay-Portrieux, datée de 570 Ma, « est constituée de diorites, dominantes à l'affleurement, renfermant des gabbros qui se présentent sous forme de corps de dimension variable depuis des enclaves pluricentimétriques jusqu'à de grosses masses décamétriques. Les diorites, moyennement sombres, sont constituées de minéraux noirs (amphibole, biotite) et de minéraux gris-blanc (plagioclase, quartz) bien visibles à l'œil nu et, le plus souvent, à peu près sans orientation préférentielle. Les gabbros sont plus noirs du fait d'une plus grande proportion de minéraux sombres de taille très variable. Lorsqu'elles ne sont pas altérées, ces roches sont très dures, mais l'altération est souvent forte et rend la roche friable ou la transforme en sable grossier (arène) sur une épaisseur de plusieurs mètres ».
Économiquement, la sombre gabbro-diorite de Saint-Quay-Portrieux a été exploitée. Il « a été observé à Pléhédel dans les portes nord et sud, ainsi qu'à Plouézec (assise dans la façade occidentale, porte de la sacristie) ».
Touristiquement, les principaux aspects de la géologie dans cette région peuvent être abordés au cours de balades naturalistes et géologiques qui permettent d'observer sur un espace réduit du territoire, des roches d'âge et de nature différents, témoins de phénomènes géologiques d'ampleur (magmatisme, tectogenèse, métamorphisme, érosion…).

### Communes limitrophes

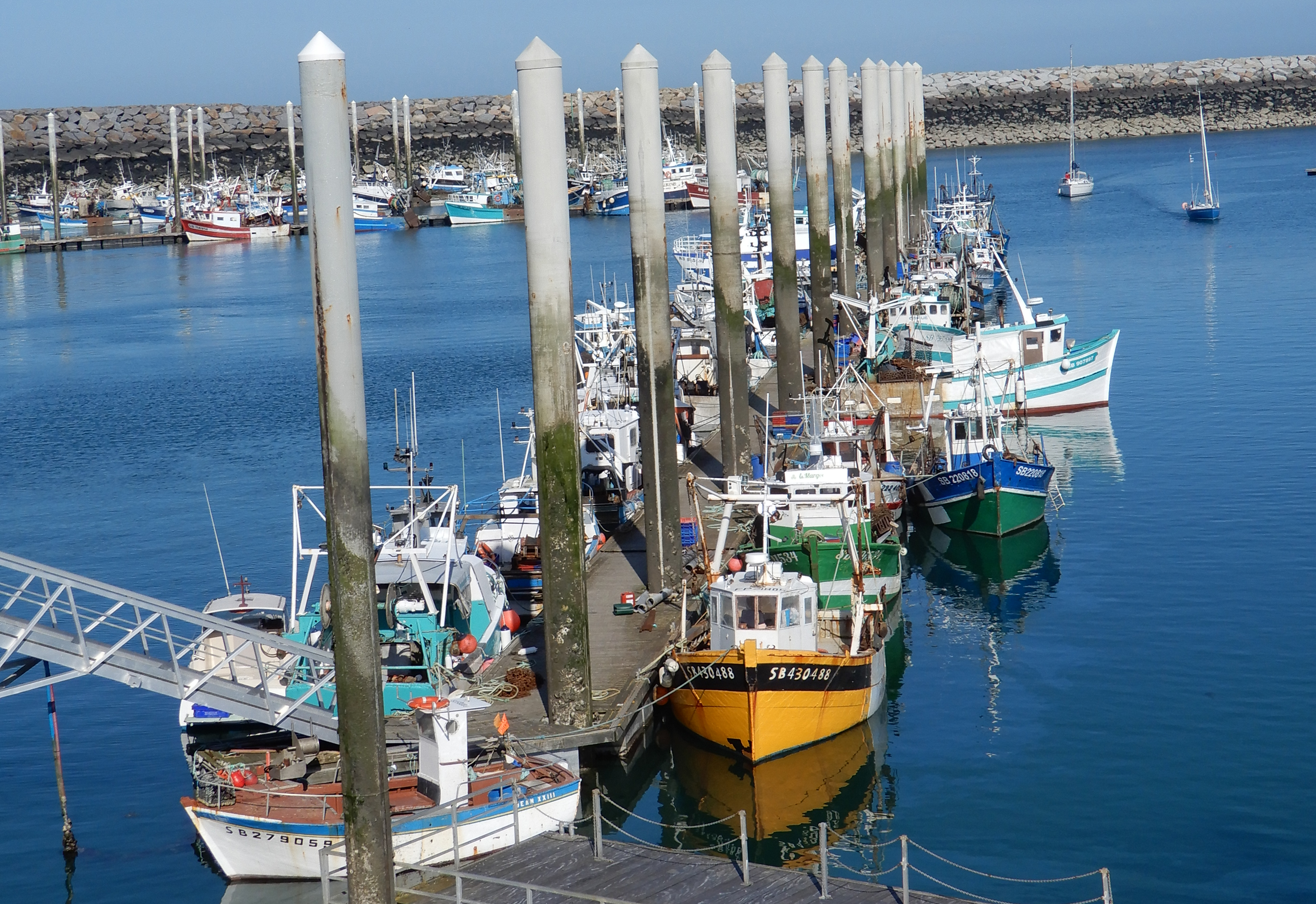
Port de pêche.

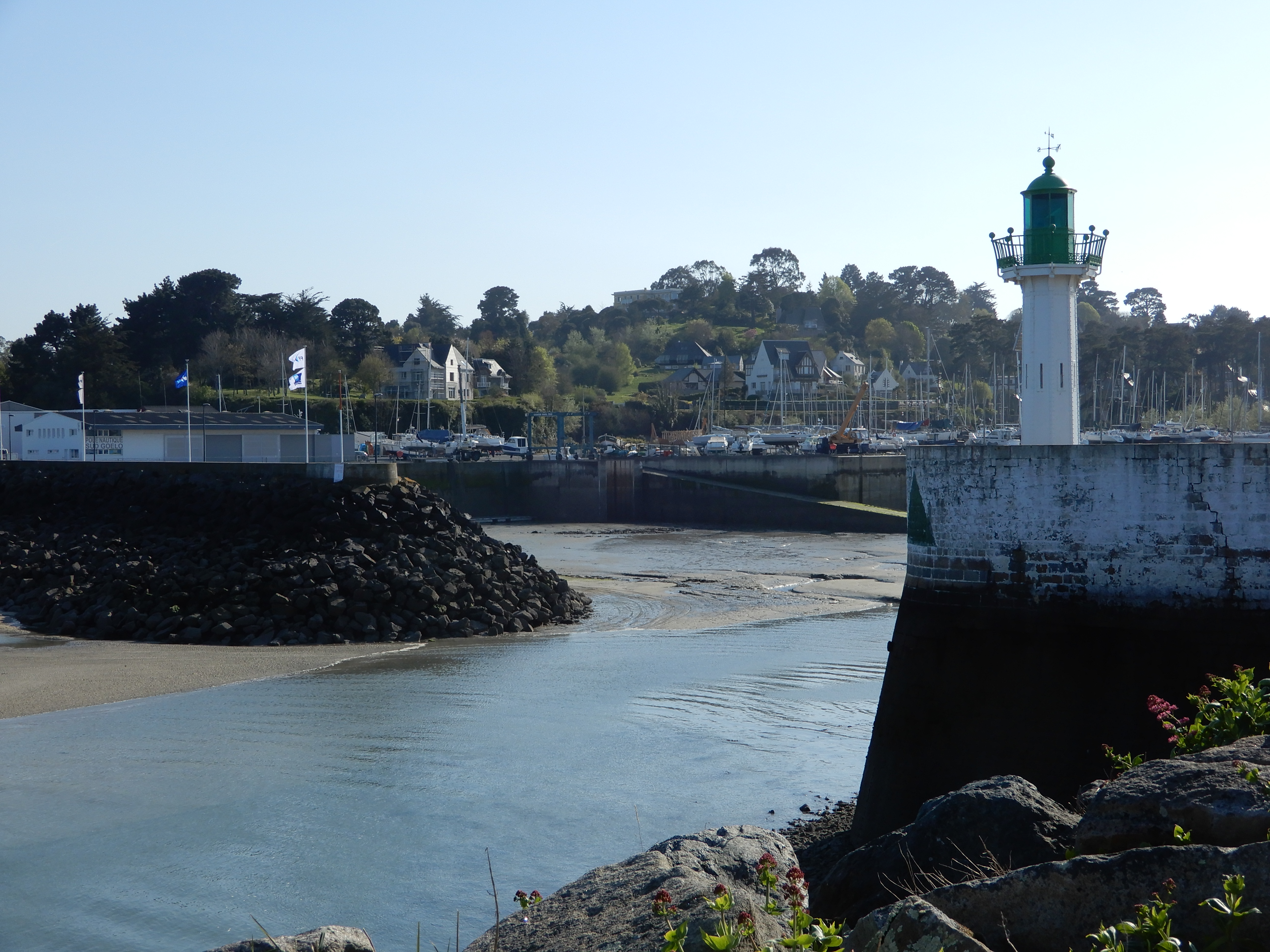
Entrée du port.

### Les résidences secondaires
En 2020 la commune de Saint-Quay-Portrieux compte 3 130 électeurs inscrits pour une population légale de moins de 3 000 habitants, en raison de l'inscription sur les listes électorales de nombreux résidents secondaires (50 % des logements sont des résidences secondaires).

### Hydrographie
Pour un article plus général, voir Réseau hydrographique des Côtes-d'Armor.
La commune est située dans le bassin Loire-Bretagne. Elle n'est drainée par aucun cours d'eau,.

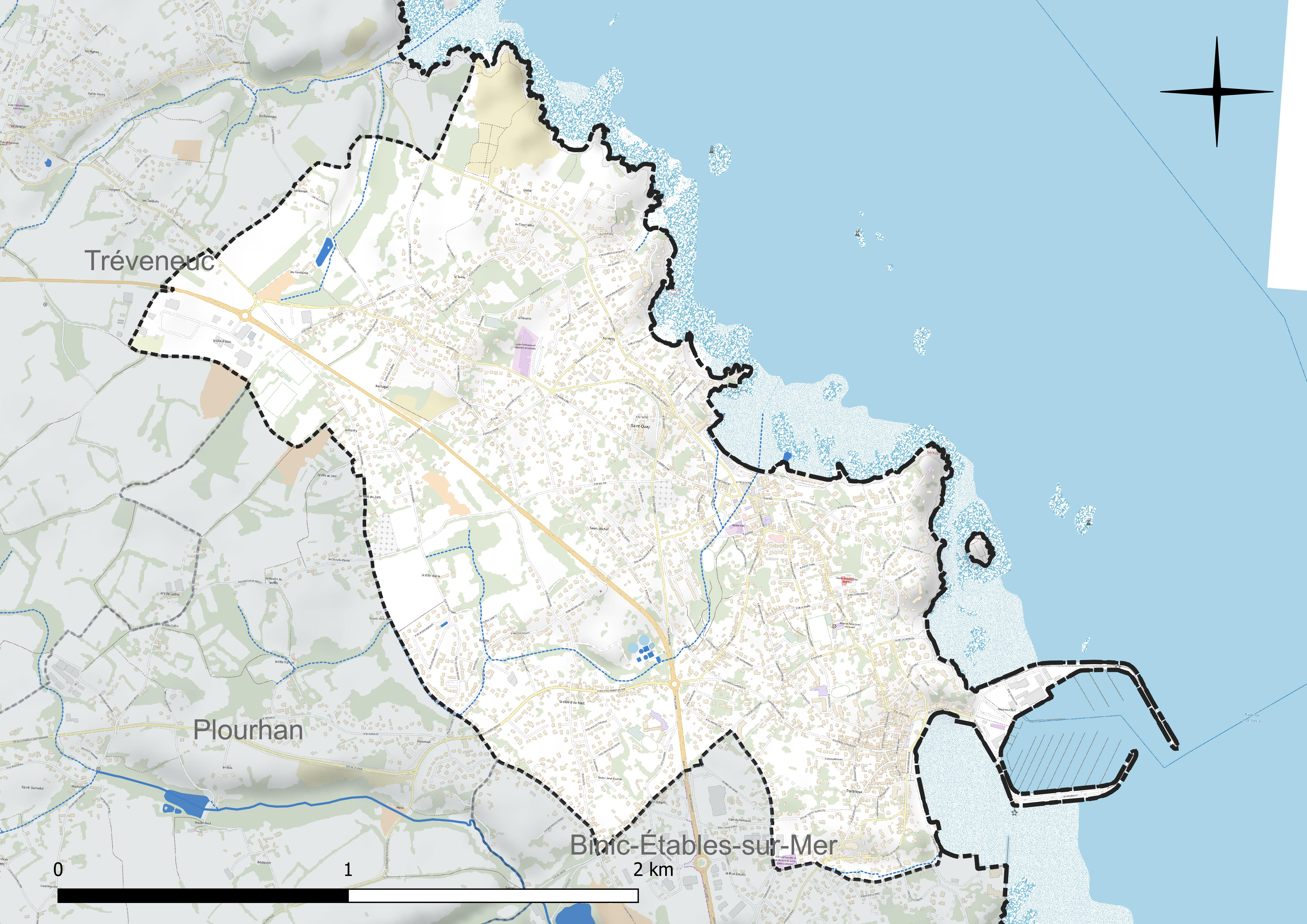
Réseau hydrographique de Saint-Quay-Portrieux.

### Climat
Pour des articles plus généraux, voir Climat de la Bretagne et Climat des Côtes-d'Armor.
En 2010, le climat de la commune est de type climat océanique franc, selon une étude du CNRS s'appuyant sur une série de données couvrant la période 1971-2000. En 2020, Météo-France publie une typologie des climats de la France métropolitaine dans laquelle la commune est exposée à un climat océanique et est dans la région climatique  Finistère nord, caractérisée par une pluviométrie élevée, des températures douces en hiver (6 °C), fraîches en été et des vents forts. Parallèlement l'observatoire de l'environnement en Bretagne publie en 2020 un zonage climatique de la région Bretagne, s'appuyant sur des données de Météo-France de 2009. La commune est, selon ce zonage, dans la zone « Littoral », exposée à un climat venté, avec des étés frais mais doux en hiver et des pluies moyennes.  
Pour la période 1971-2000, la température annuelle moyenne est de 11,5 °C, avec  une amplitude thermique annuelle de 10,4 °C. Le cumul annuel moyen de précipitations est de 650 mm, avec 12,4 jours de précipitations en janvier et 6,3 jours en juillet. Pour la période 1991-2020, la température moyenne annuelle observée sur la station météorologique la plus proche, située sur la commune de Trémuson à 14 km à vol d'oiseau, est de 11,4 °C et le cumul annuel moyen de précipitations est de 757,3 mm,. Pour l'avenir, les paramètres climatiques de la commune estimés pour 2050 selon différents scénarios d’émission de gaz à effet de serre sont consultables sur un site dédié publié par Météo-France en novembre 2022.

## Urbanisme

### Typologie
Au 1er janvier 2024, Saint-Quay-Portrieux est catégorisée petite ville, selon la nouvelle grille communale de densité à 7 niveaux définie par l'Insee en 2022.
Elle appartient à l'unité urbaine de Binic-Étables-sur-Mer, une agglomération intra-départementale dont elle est une commune de la banlieue,. Par ailleurs la commune fait partie de l'aire d'attraction de Saint-Brieuc, dont elle est une commune de la couronne,. Cette aire, qui regroupe 51 communes, est catégorisée dans les aires de 200 000 à moins de 700 000 habitants,.
La commune, bordée par la Manche, est également une commune littorale au sens de la loi du 3 janvier 1986, dite loi littoral. Des dispositions spécifiques d’urbanisme s’y appliquent dès lors afin de préserver les espaces naturels, les sites, les paysages et l’équilibre écologique du littoral, tel le principe d'inconstructibilité, en dehors des espaces urbanisés, sur la bande littorale des 100 mètres, ou plus si le plan local d’urbanisme le prévoit.

### Occupation des sols
L'occupation des sols de la commune, telle qu'elle ressort de la base de données européenne d’occupation biophysique des sols Corine Land Cover (CLC), est marquée par l'importance des territoires artificialisés (73,5 % en 2018), en augmentation par rapport à 1990 (67,2 %). La répartition détaillée en 2018 est la suivante : 
zones urbanisées (72,8 %), zones agricoles hétérogènes (14,6 %), terres arables (10,5 %), zones humides côtières (1,3 %), zones industrielles ou commerciales et réseaux de communication (0,7 %). L'évolution de l’occupation des sols de la commune et de ses infrastructures peut être observée sur les différentes représentations cartographiques du territoire : la carte de Cassini (XVIIIe siècle), la carte d'état-major (1820-1866) et les cartes ou photos aériennes de l'IGN pour la période actuelle (1950 à aujourd'hui).

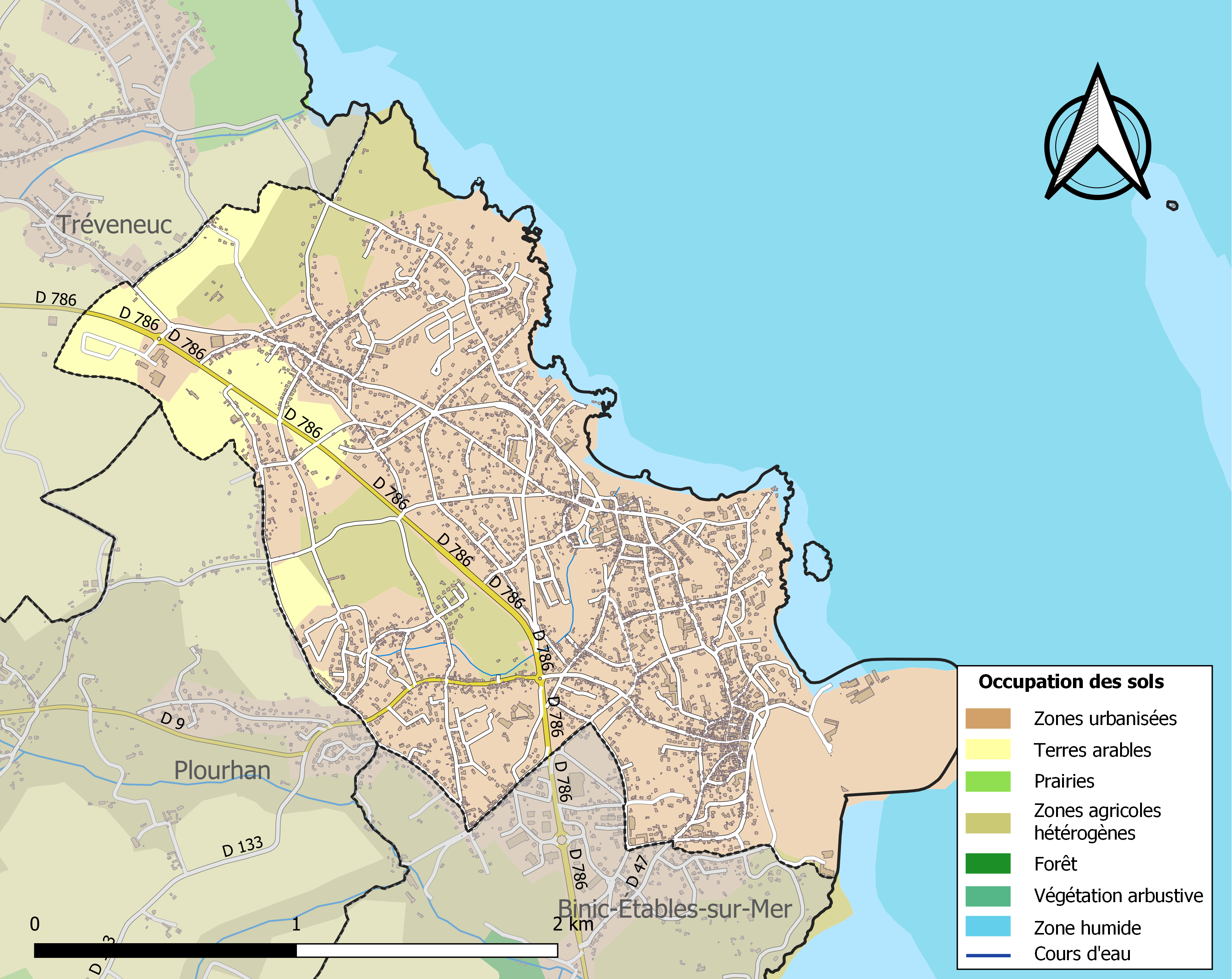
Carte des infrastructures et de l'occupation des sols de la commune en 2018 (CLC).

## Toponymie
Le nom de la localité est attesté sous les formes Ecclesia Sancti Scophili en 1138, Ecclesia Sancti Cophili de super mare en 1158, Ecclesia Sancti Kecoledoci en 1163, Ecclesia Sancti Coledoci en 1181, Ecclesia Sancti Kecoledoci en 1197, Sanct Ke en 1237 et en 1240, Parochia Sancti Gue en 1270, Portus Orieut in parochia Sancti Kequoledoci en 1278, Sancto Quequelodeco en 1280, Sanctus Queocus en 1308, Sanctus Ke vers 1330, Saint Qué en 1516.

La forme actuelle de Saint-Quay apparaît dès 1656, Saint-Quay-Etables en 1860, puis Saint-Quay-Portrieux dès 1875 (officialisé le 28 décembre 1921).
Saint-Quay-Portrieux doit son nom à Ke ou Keenan, un saint irlandais surnommé Colodoc, qui débarqua à Cléder.
Saint Quay, qui a donné son nom à Saint-Quay-Portrieux est assimilé au sénéchal Keu, un des Chevaliers de la Table ronde.
Portrieux (Port Oriot en 1370).
Sant-Ke-Porzh-Olued en breton.

## Histoire

### Origines, étymologie et Moyen Âge
La paroisse de Saint-Quay, enclavée dans l'évêché de Saint-Brieuc, faisait partie du doyenné de Lanvollon relevant de l'évêché de Dol, sous le nom de Saint Quay. Sous l’ancien régime, elle appartenait au comté du Goëlo.
Le berceau de Saint-Quay-Portrieux est le village de Kertugal, signifiant en langue bretonne « la demeure des Gaulois » (ker-tud-gal). C'est autour de la petite anse appelée aujourd’hui « Grève de Fonteny » que se concentrait l'activité de cette population de marins et de paysans. De là, ils commerçaient avec l'Angleterre ou l'Irlande. 

La commune, comme beaucoup d'autres dans la région, fut évangélisée au Ve siècle.
L'origine du nom de Saint Quay : 
la légende prétend qu’au Ve siècle l'ermite Sant-Ke (ou Kenan ou encore Kolodoc'h) débarqua de Cambrie (sud du Pays de Galles) dans une auge de pierre, sans aviron, sans voile, sans vivres. Parvenu, non sans mal, dans l'anse de Kertugal, il fut brutalement accueilli par des lavandières qui prirent peur à sa vue, convaincues qu'il s'agissait d'un démon. Armées de branches de genêt, elles le battirent et le laissèrent pour mort. Le saint homme pria alors la Vierge de lui venir en aide. Elle lui apparut et fit jaillir sous ses flancs une source qui soigna ses blessures. Elle le guida ensuite à l’abri d’une ronce gigantesque pour qu'il se repose. Le lendemain, les femmes qui l'avaient battu implorèrent son pardon. La fontaine Saint-Quay se dresse depuis à l'emplacement où jaillit la source, et la chapelle Notre-Dame de la Ronce (détruite en 1875) à l'endroit où Saint-Ké s'était reposé.
La forme actuelle de Saint-Quay apparaît dès 1656, Saint-Quay-Étables en 1860. La paroisse de Saint-Quay élit sa première municipalité au début de 1790.

### Temps modernes
Charles Colbert de Croissy écrit en 1665 que « pour ce qui regarde le port Rhieu (...) [il est] gardé par la parroisse (paroisse) de Tregomur (Trégomeur) et Tréméloir qui fournissent ensemble cent hommes, la parroisse de Plourhan qui fournit aussi cent hommes, les paroisses de Saint-Quay et Tréveneuc une autre garde de pareil nombre, la parroisse de Tresigneau (Tressignaux) une autre de cent hommes, celle de Pleguyain (Pléguien) de mesme (même), celles de Lannetic (Lantic) et Treguidel (Tréguidel) une autre de cent hommes ».

#### La Belle Époque

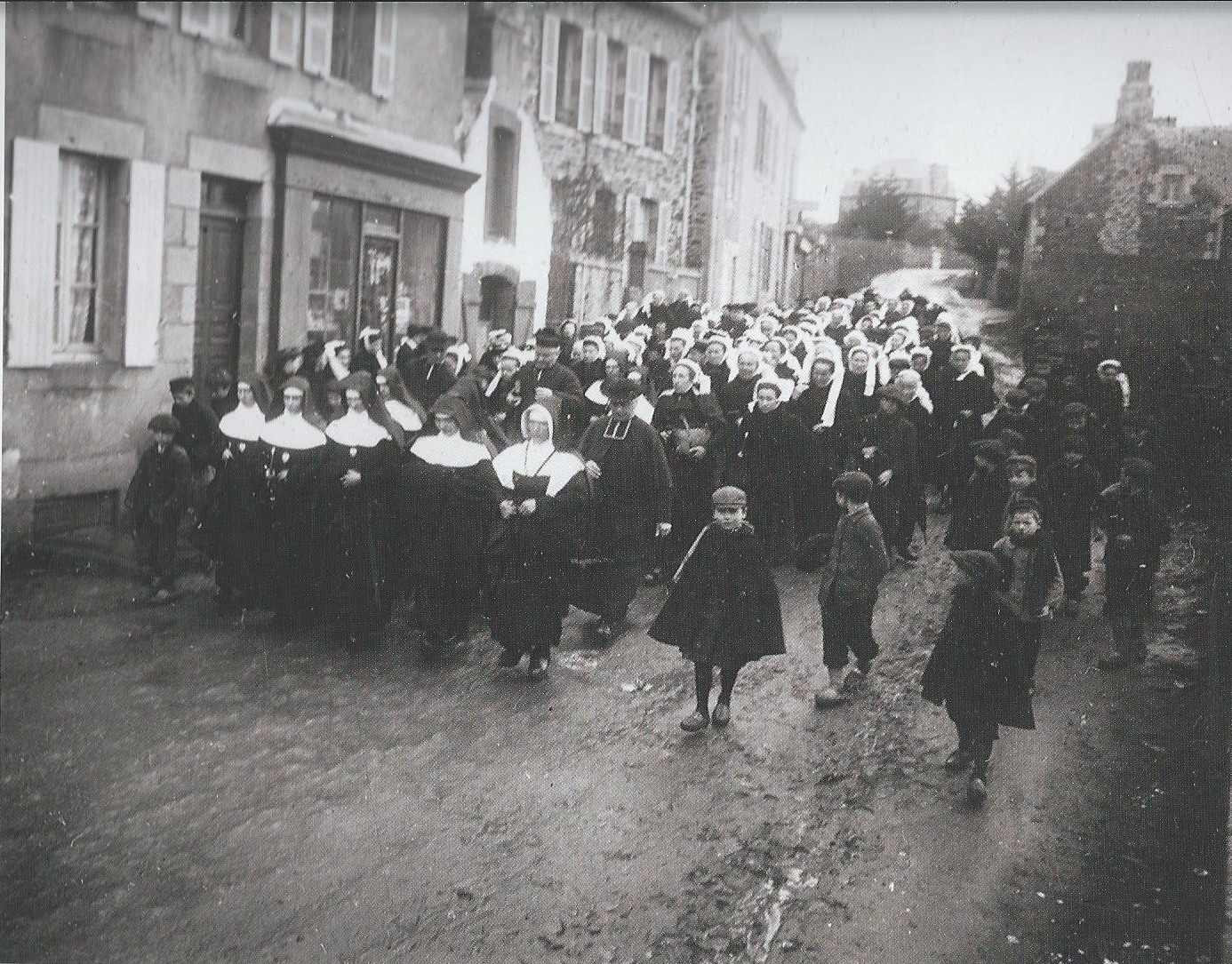
L'expulsion des religieuses à Saint-Quay-Portrieux en 1902, photographie attribuée à Jean-Baptiste Barat.

### LeXXesiècle

#### La Première Guerre mondiale
Le monument aux morts de Saint-Quay-Portrieux porte les noms de 84 soldats et marins morts pour la France pendant la Première Guerre mondiale ; 16 d'entre eux au moins sont des marins disparus en mer ; deux au moins (Jean Le Croizie le 10 novembre 1914 à Dixmude et François Le Gall le 21 mars 1916 à Westvleteren) sont morts en Belgique et deux au moins (Stanislas Le Touzé et Charles Moizan) à Salonique (Grèce) en 1918 dans le cadre de l'expédition de Salonique ; la plupart des autres sont décédés sur le sol français. Trois (François Le Gall, Amédée Méner et François Michel) ont été décorés de la Médaille militaire et de la Croix de guerre ; Eugène Le Creurer a reçu la Légion d'honneur et la Croix de guerre ; Pierre Le Blaye la Médaille militaire ; Jules Uro la Légion d'honneur.

#### L'Entre-deux-guerres
En 1921, la commune prit le nom de Saint-Quay-Portrieux pour se différencier de Saint-Quay-Perros.

#### La Seconde Guerre mondiale

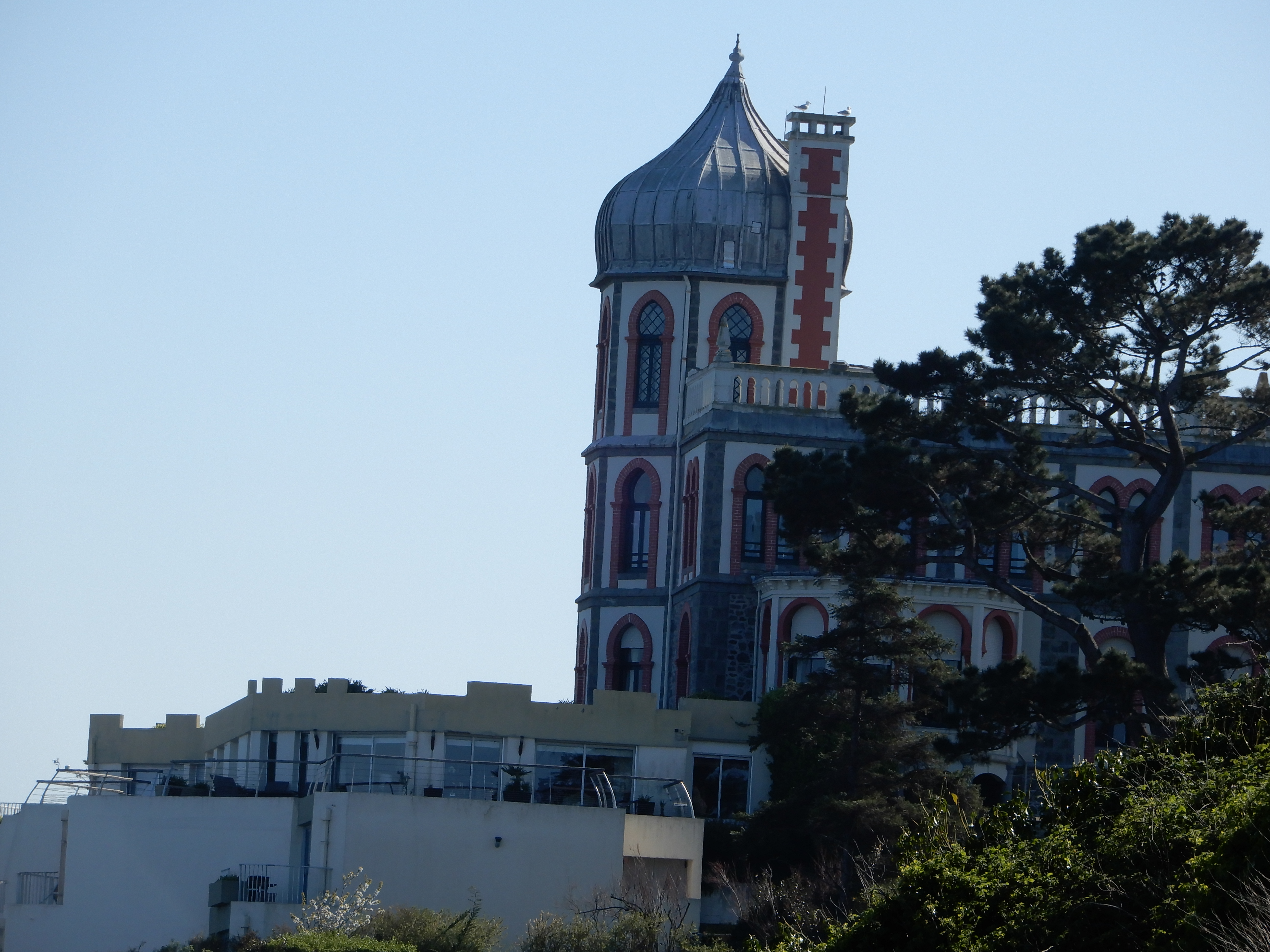
Villa Kermor sur le GR34.

Le monument aux morts de Saint-Quay-Portrieux porte les noms de 72 personnes mortes pour la France pendant la Seconde Guerre mondiale ; parmi elles : Francis Jaffry, membre des Forces françaises libres, disparu le 18 février 1942 à bord du sous-marin Surcouf dans le Golfe du Mexique ; plusieurs résistants morts en déportation (Jean Allenou, Pierre Labbé, Emmanuel Salaün et Jean Salaün au camp de concentration de Gross-Rosen (Pologne), Léon Audoin et Jules Courapied à celui de Sachsenhausen, Ange Gautier à Hambourg, Louis Guillou et Jean Lanlo à celui de Neuengamme, Robert Henry et Joseph Le Séven à Nordhausen, Léon Le Mons à Bochum ; Maurice Pédron est mort en captivité en Allemagne ; Louis Revours, décoré de la Croix de Guerre et de la Médaille de la Résistance, est mort des suites de ses blessures le 21 février 1941 à Swansea (Pays de Galles).
19 jeunes voulant rejoindre les rangs des Forces françaises libres partirent de Portrieux à bord du Viking le 5 avril 1943, mais ils se perdirent dans la tempête et échouèrent à Guernesey ; déportés dans des camps de concentration, 13 d'entre eux y moururent.
Alphonse Cadot, un résistant, fut tué rue des Pommiers à Saint-Quay-Portrieux le 2 août 1944 par des Russes.

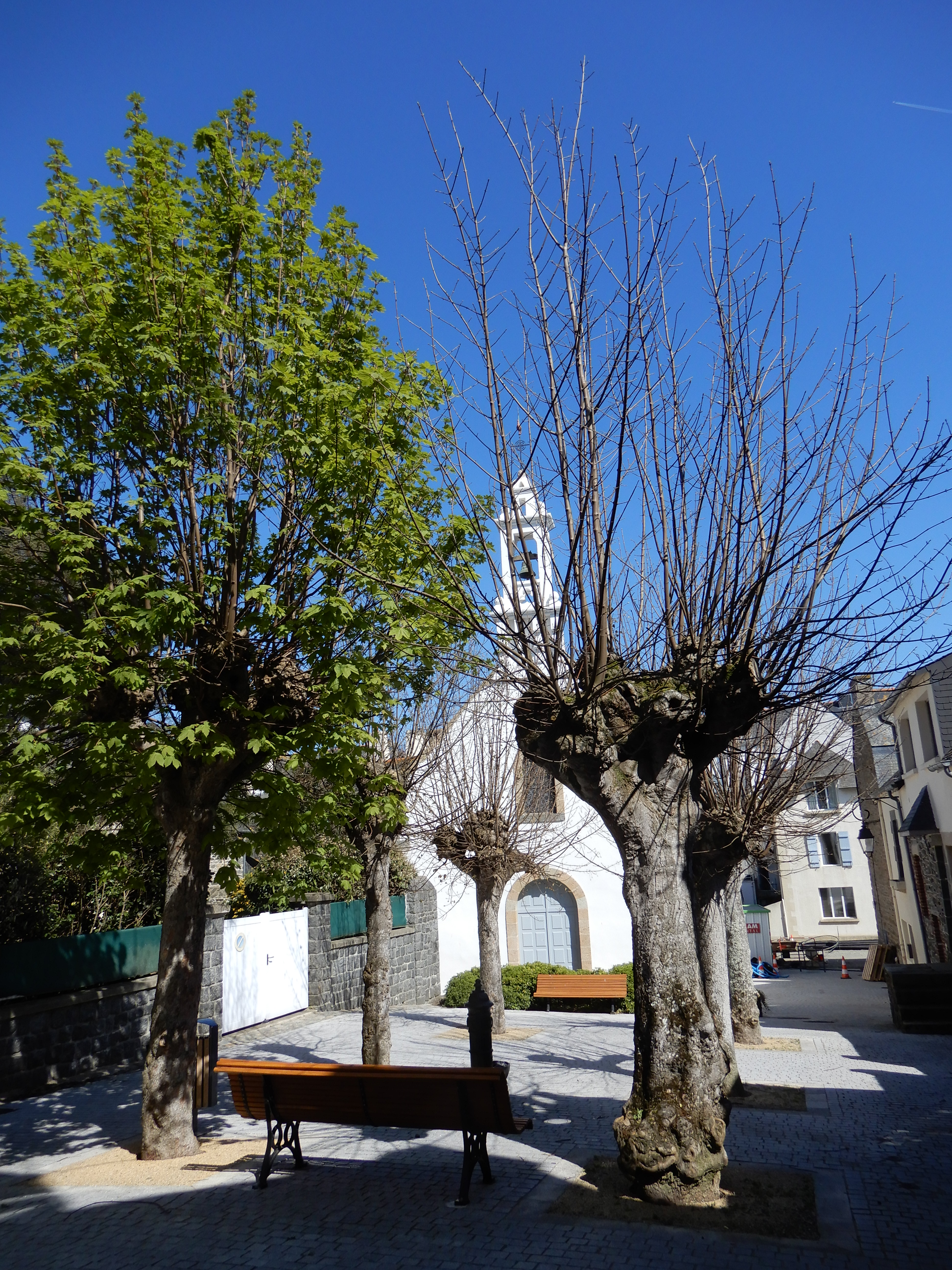
Chapelle Sainte-Anne de Portrieux.

## Héraldique
| Blason de Saint-Quay-Portrieux | Blason  | D'or à la nef de gueules équipée de sable, voguant sur des ondes d'azur mouvant de la pointe, au chef d'azur chargé d'une crosse issant du champ, accostée de six mouchetures d'hermine d'argent posées 2 et 1 à dextre et à senestre. |
| Blason de Saint-Quay-Portrieux | Détails | Le statut officiel du blason reste à déterminer. |

## Économie

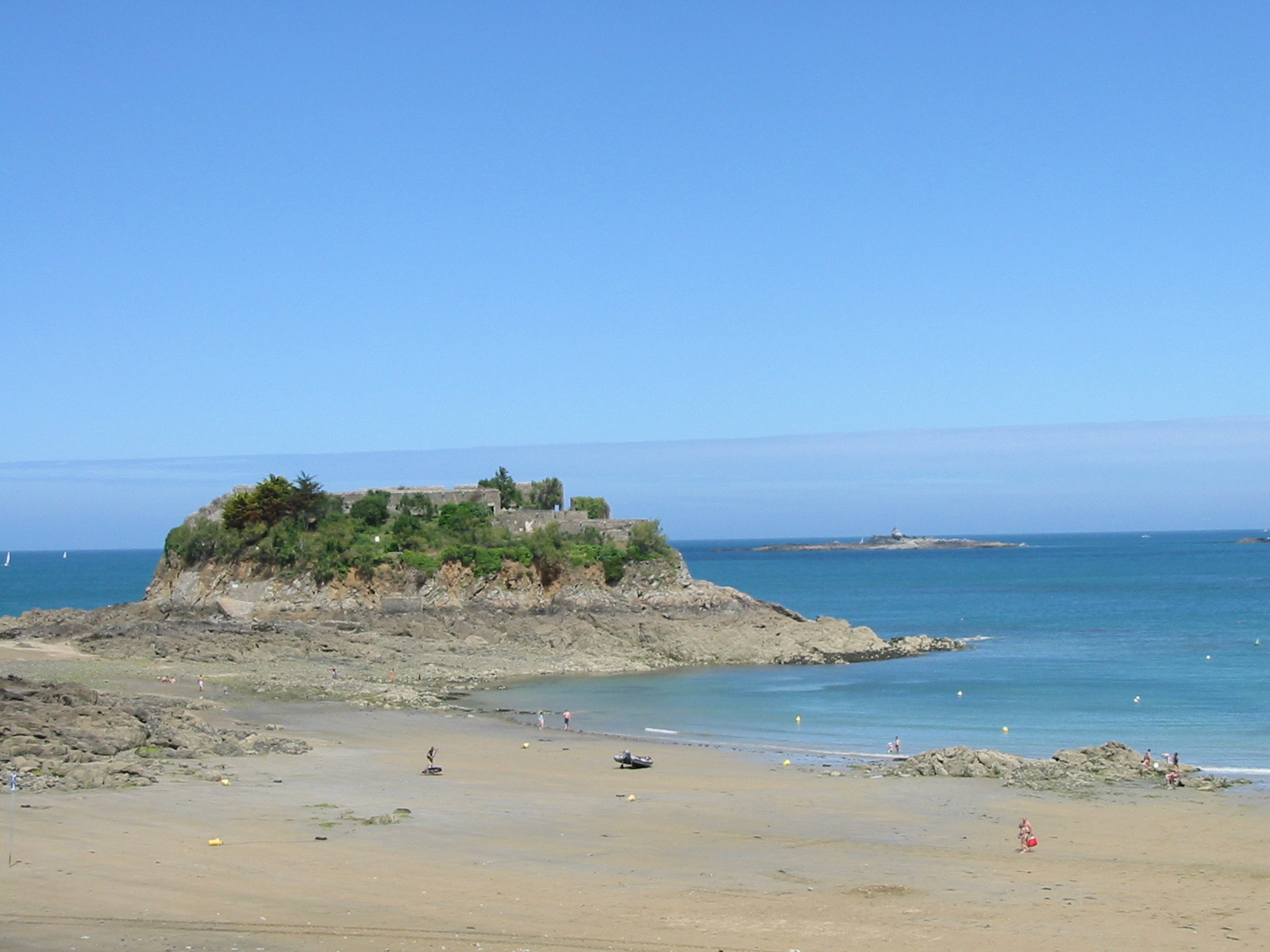
L'île de la Comtesse, découverte à marée basse.

Apparu avec le développement des bains de mer au début du XXe siècle, le tourisme, tirant profit d'un littoral pittoresque et de la présence de plusieurs plages, reste une activité importante. La commune, classée station balnéaire, offre en particulier des opportunités pour la pratique des sports nautiques.
Saint-Quay-Portrieux est aujourd'hui le 6e port de pêche français et l'un des centres de la coquille Saint-Jacques en France. Le port est géré par la Chambre de commerce et d'industrie des Côtes-d'Armor.
Le port de Saint-Quay-Portrieux est composé d'un port d'échouage et d'un port en eau profonde.
La construction de ce dernier débuta en 1988 et dura deux ans. Le plan d'eau est d'une superficie de 17 ha, offrant 950 anneaux de plaisance, 70 anneaux “visiteurs” et 120 anneaux pour la pêche.

## Démographie
L'évolution du nombre d'habitants est connue à travers les recensements de la population effectués dans la commune depuis 1793. Pour les communes de moins de 10 000 habitants, une enquête de recensement portant sur toute la population est réalisée tous les cinq ans, les populations de référence des années intermédiaires étant quant à elles estimées par interpolation ou extrapolation. Pour la commune, le premier recensement exhaustif entrant dans le cadre du nouveau dispositif a été réalisé en 2004.

En 2022, la commune comptait 3 253 habitants, en évolution de +11,48 % par rapport à 2016 (Côtes-d'Armor : +1,78 %, France hors Mayotte : +2,11 %).
| 1793  | 1800  | 1806  | 1821  | 1831  | 1836  | 1841  | 1846  | 1851  |
| ----- | ----- | ----- | ----- | ----- | ----- | ----- | ----- | ----- |
| 1 794 | 2 065 | 1 779 | 1 965 | 2 164 | 2 274 | 2 383 | 2 482 | 2 967 |

| 1856  | 1861  | 1866  | 1872  | 1876  | 1881  | 1886  | 1891  | 1896  |
| ----- | ----- | ----- | ----- | ----- | ----- | ----- | ----- | ----- |
| 2 858 | 3 030 | 2 976 | 2 798 | 2 595 | 2 577 | 2 648 | 2 727 | 2 918 |

| 1901  | 1906  | 1911  | 1921  | 1926  | 1931  | 1936  | 1946  | 1954  |
| ----- | ----- | ----- | ----- | ----- | ----- | ----- | ----- | ----- |
| 3 098 | 3 186 | 3 137 | 2 843 | 2 991 | 3 163 | 3 048 | 4 121 | 3 398 |

| 1962  | 1968  | 1975  | 1982  | 1990  | 1999  | 2004  | 2006  | 2009  |
| ----- | ----- | ----- | ----- | ----- | ----- | ----- | ----- | ----- |
| 3 402 | 3 105 | 3 123 | 2 977 | 3 018 | 3 114 | 3 036 | 3 091 | 3 060 |

| 2014  | 2019  | 2022  | - | - | - | - | - | - |
| ----- | ----- | ----- | - | - | - | - | - | - |
| 2 937 | 3 121 | 3 253 | - | - | - | - | - | - |

## Patrimoine
Le patrimoine de Saint-Quay Portrieux est riche de chapelles, calvaires, lavoirs et manoirs.
- L'église Saint-Quay.
- La chapelle Sainte-Anne de Portrieux[50].
- La chapelle Notre-Dame de la Garde de Kertugal et ses ex-voto. La première chapelle sur cet emplacement dédiée à saint Roch fut détruite en 1800. La chapelle actuelle fut construite en 1828[51].
- Le manoir du Tertre, XVIe siècle, ancienne résidence de la famille Jehannot de Penquer[réf. nécessaire].
- Le sémaphore, édifié vers 1860. Afin de prévenir toute invasion ennemie, les Romains avaient déjà installé une tour de guet sur la Pointe du Sémaphore. Idéalement placé en un endroit où la côte peut être surveillée sur des dizaines de lieues, devenu par la suite cabane de douanier, cet édifice disparut au début du XVIIIe siècle. Un premier sémaphore est construit en 1860 et le bâtiment actuel voit le jour en 1986. De ce point dominant la mer par 100 mètres d'altitude, toute la baie de Saint-Brieuc se découvre au regard. Par temps clair, la vue porte à près de 180 degrés du Cap-d'Erquy jusqu'à l'archipel de Bréhat[réf. nécessaire].
- Les moulins à vent : les ruisseaux alimentaient en énergie des moulins à eau, un peu partout dans le pays. Certains étés secs asséchant ces ruisseaux, il fallut trouver d'autres moyens. C'est ainsi que, comme tout au long de cette côte balayée par les vents, plusieurs moulins furent construits sur les hauteurs. Le moulin Saint-Michel produisit de la farine de grain jusqu'en 1900[réf. nécessaire].
- Plusieurs lavoirs sont encore les témoins de la vie des femmes autrefois.
- La fontaine Saint-Quay (ou fontaine Saint-Ké), une fontaine située à l'emplacement d'une source créée selon la tradition par la Vierge Marie.
- Le cinéma-dancing Arletty, inscrit aux monuments historiques par arrêté du 21 novembre 1995. Conçu par l'architecte Jean Fauny, il fut inauguré en 1927 par Joséphine Baker[réf. nécessaire].
- La Villa Kermor (ou Villa Ker-Mor, château de Ker Moor, « Villa turque » ou Château de Calan). Achevée en 1880, elle fut rachetée en 1902 par un banquier belge, gendre du propriétaire et amateur de décoration orientaliste, qui fit d'elle un témoignage de l'éclectisme architectural de l'époque. Il fit appel aux mosaïstes italiens Vincent et Isidore Odorico père pour les décors en mosaïques, qui constituent aujourd'hui un des ensembles les plus aboutis et les mieux préservés en Bretagne de l'œuvre de ces artisans. Il fit aussi rajouter un toit en bulbe, typiquement mauresque, qui servait autrefois de château d‘eau. Un système de récupération d’eau pluviale, installé sur le toit-terrasse, permettait à l’eau de s’écouler par des citernes sous la maison, alimentant la villa en eau courante. D'autres éléments du bâtiments sont remarquables. La façade d'entrée est en granit gris, tandis que du granit rose forme les parements de fenêtres. À l'intérieur, le plafond à caissons est peint de dessins, de style orientaliste, tout comme les colonnes en stuc. L'appartement du bas s'ouvre sur une terrasse dominant la mer, accessible par toutes les pièces. Enfin, la demeure offre une vue panoramique donnant sur les îles Saint-Quay, l'île de la Comtesse, le port d'Armor, la baie de Saint-Brieuc, ainsi que le cap Fréhel. Au début des années 1980, un hôtel a été construit par le propriétaire actuel du terrain, qui a toutefois laissé la maison telle quelle. Celle-ci est actuellement inscrite aux monuments historiques[52],[53],[54],[55].
- Le phare du Portrieux : Ce feu de port, situé à l'extrémité du môle nord du port d'échouage, est le premier d’une série de tourelles métalliques, démontables et transportables, créées par Léonce Reynaud, directeur du service des Phares et Balises de 1846 à 1878. Présenté à l’exposition universelle de 1867, le feu de port fut démonté et installé à l’extrémité de la jetée du Portrieux en 1868, en remplacement d'un fanal sidéral hissé sur une potence en bois, et datant de 1853. À la suite de l'allongement de la jetée, il fut déplacé (sans être totalement démonté) jusqu'à sa position actuelle, en 1879. Il s'élève à une hauteur de 12 mètres et son feu vert a une portée de 2 milles.

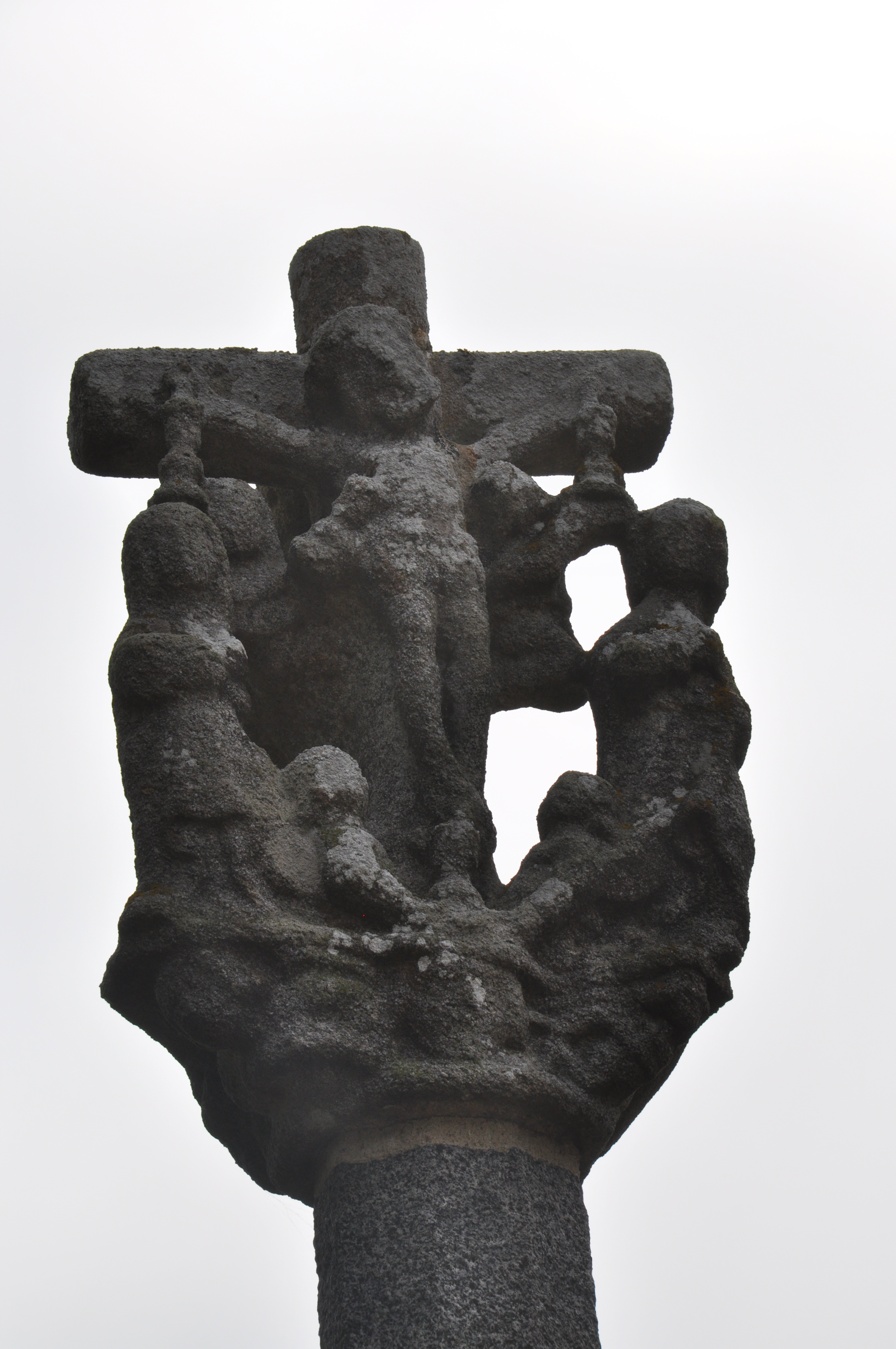
Calvaire de la rue Louais.
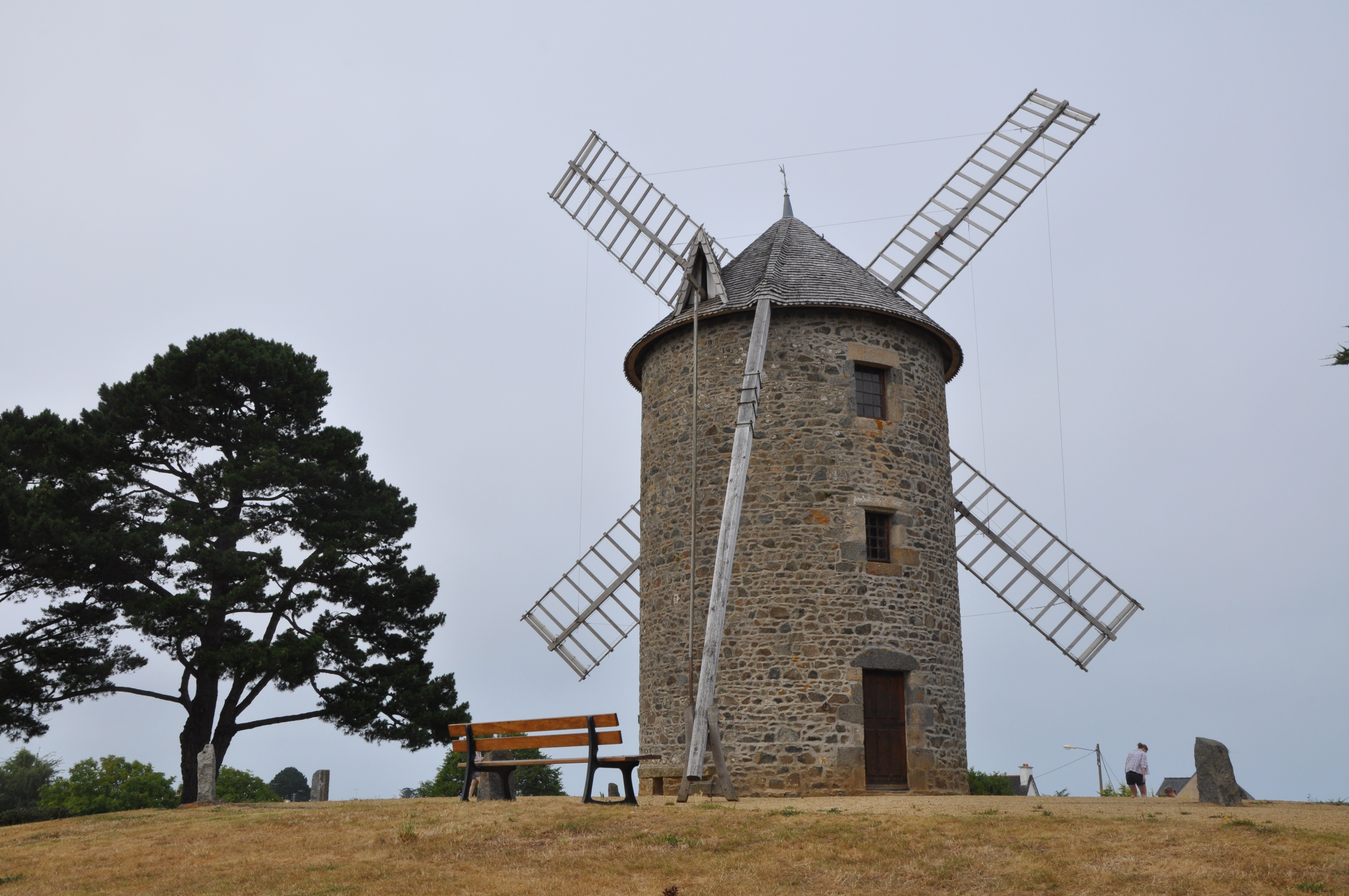
Moulin Saint-Michel.
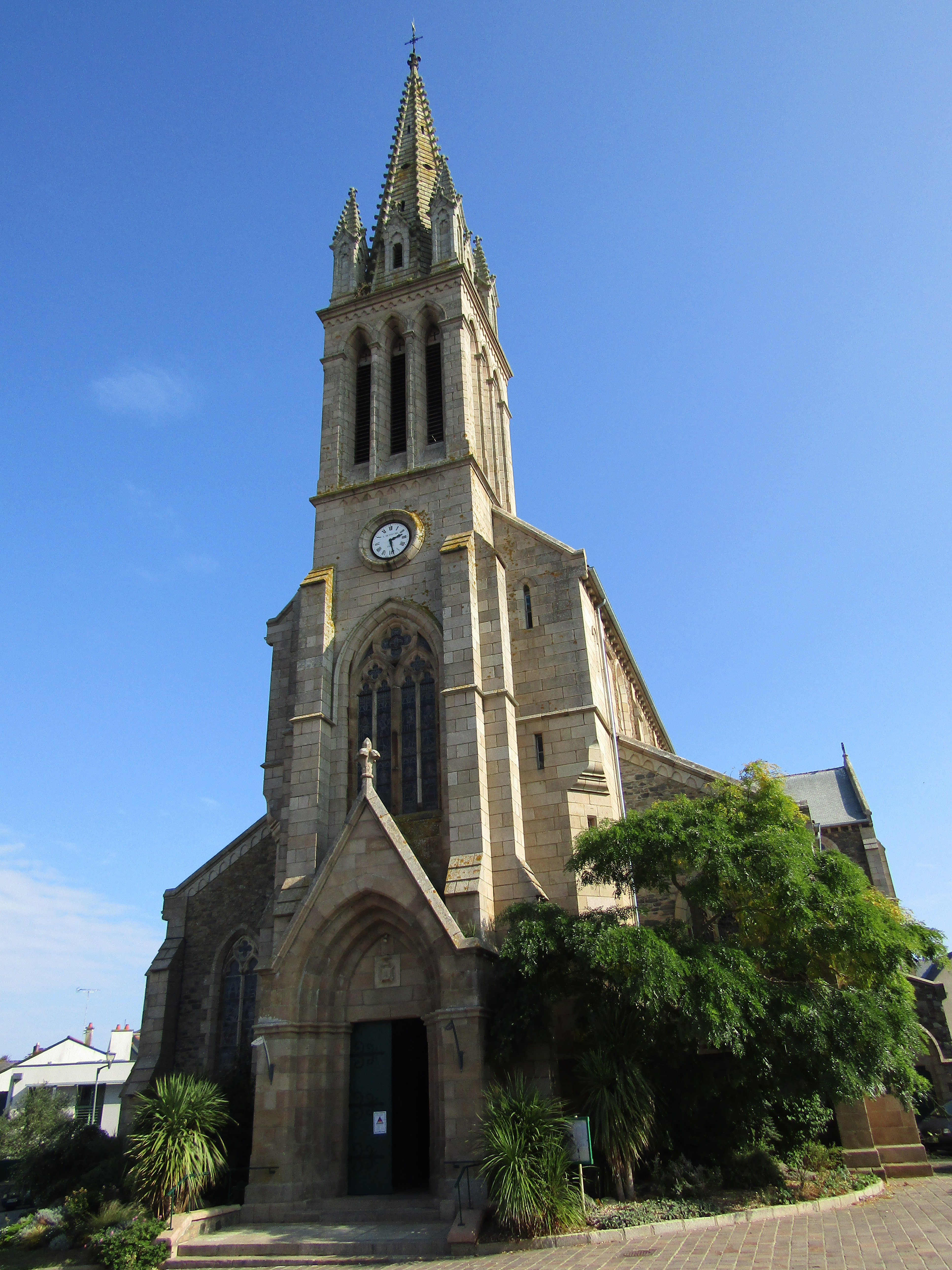
L'église Saint-Quay.
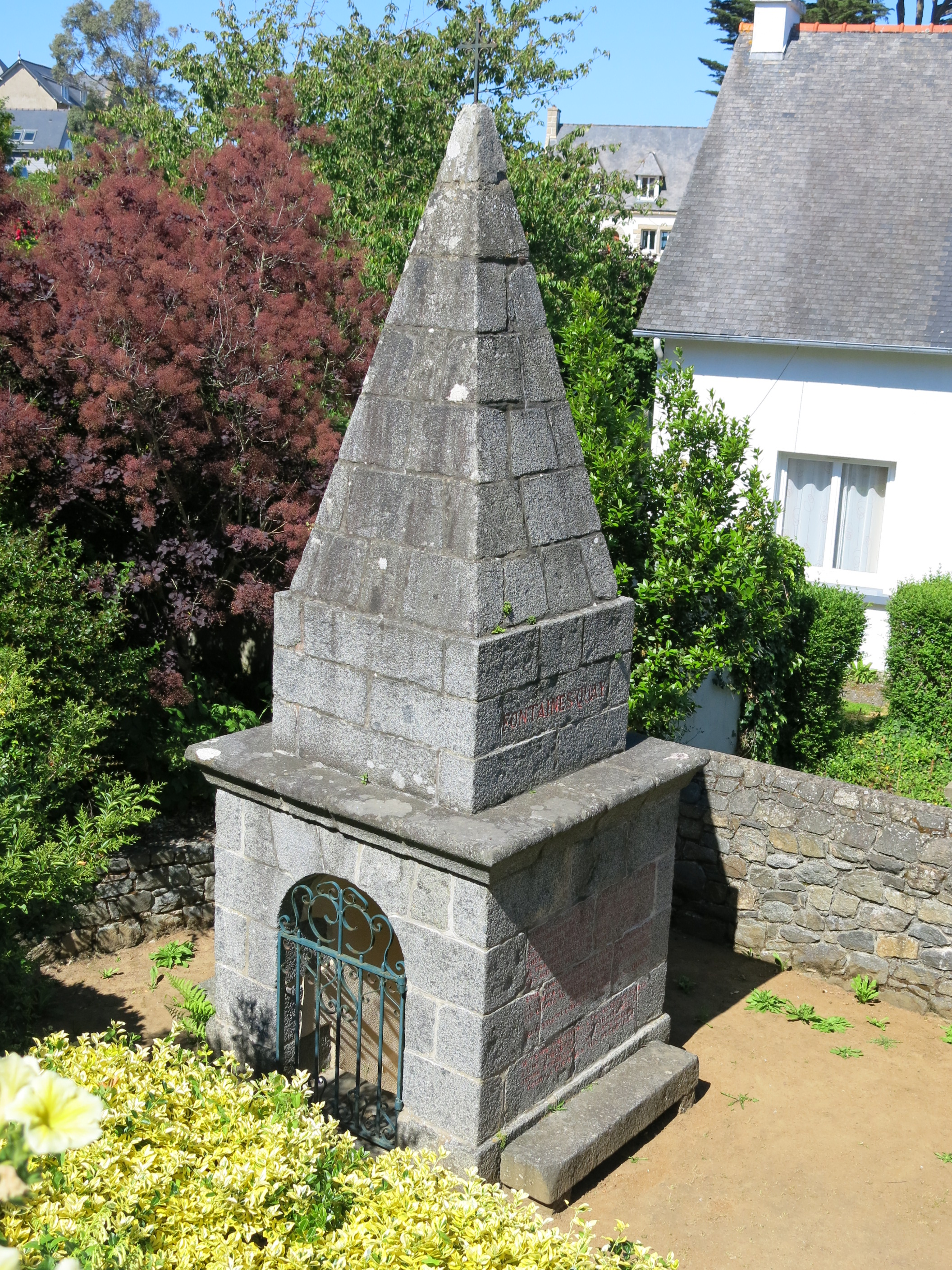
Fontaine Saint-Quay.
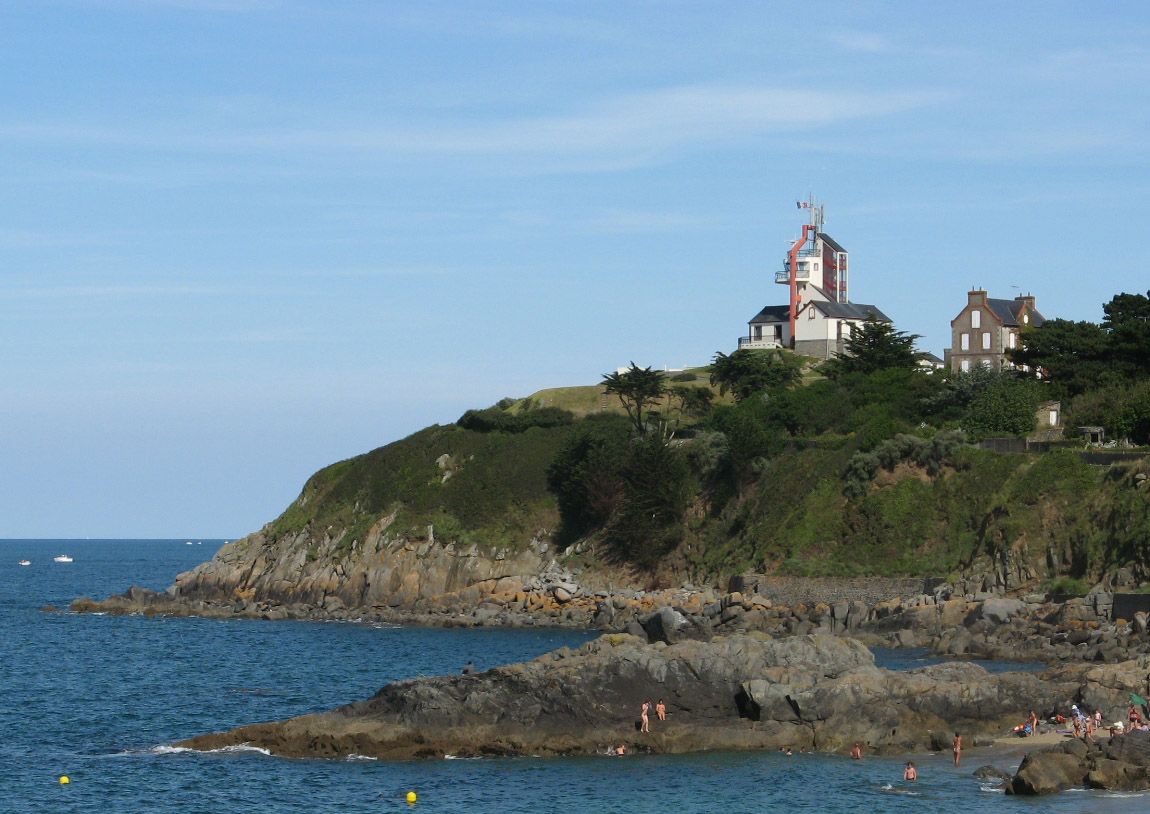
Le sémaphore.
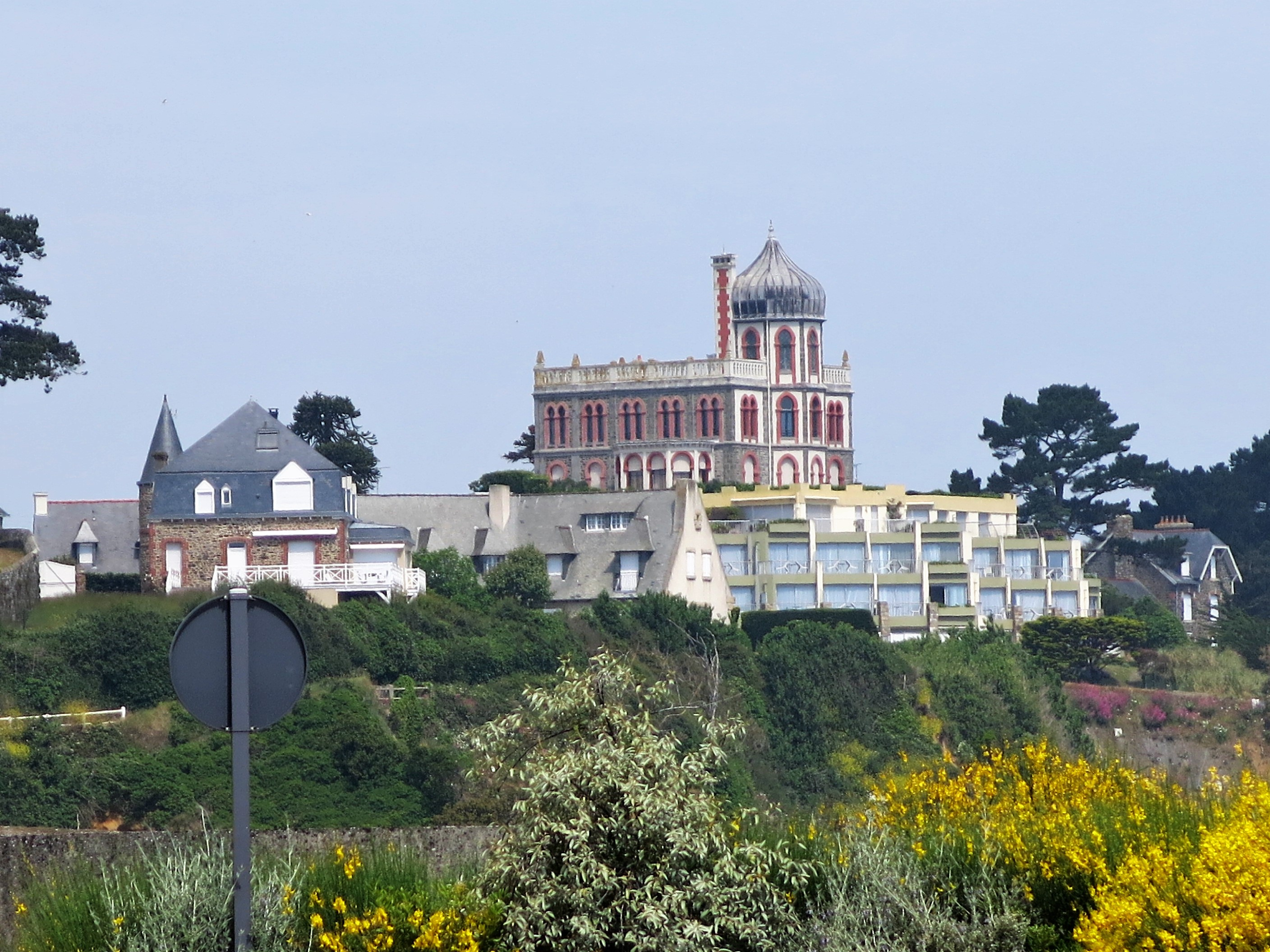
Chateau de Calan (ou Kermor).

## Culture
- Tous les 3 ans au mois d'avril se déroule à Saint-Quay-Portrieux la fête de la coquille St-Jacques.
- Tous les étés a lieu le festival de musique Place aux Artistes dont les concerts sont gratuits. Diane Tell, Sanseverino, Cock Robin, Brune s'y sont par exemple produits.
- Saint-Quay-Portrieux a accueilli le Festival international du film court Paul Simon en mai 2016.
- Tous les ans se déroule la fête de la SAMAIN (le nouvel an Celte), les 31 octobre et 1er novembre.

## Tableaux

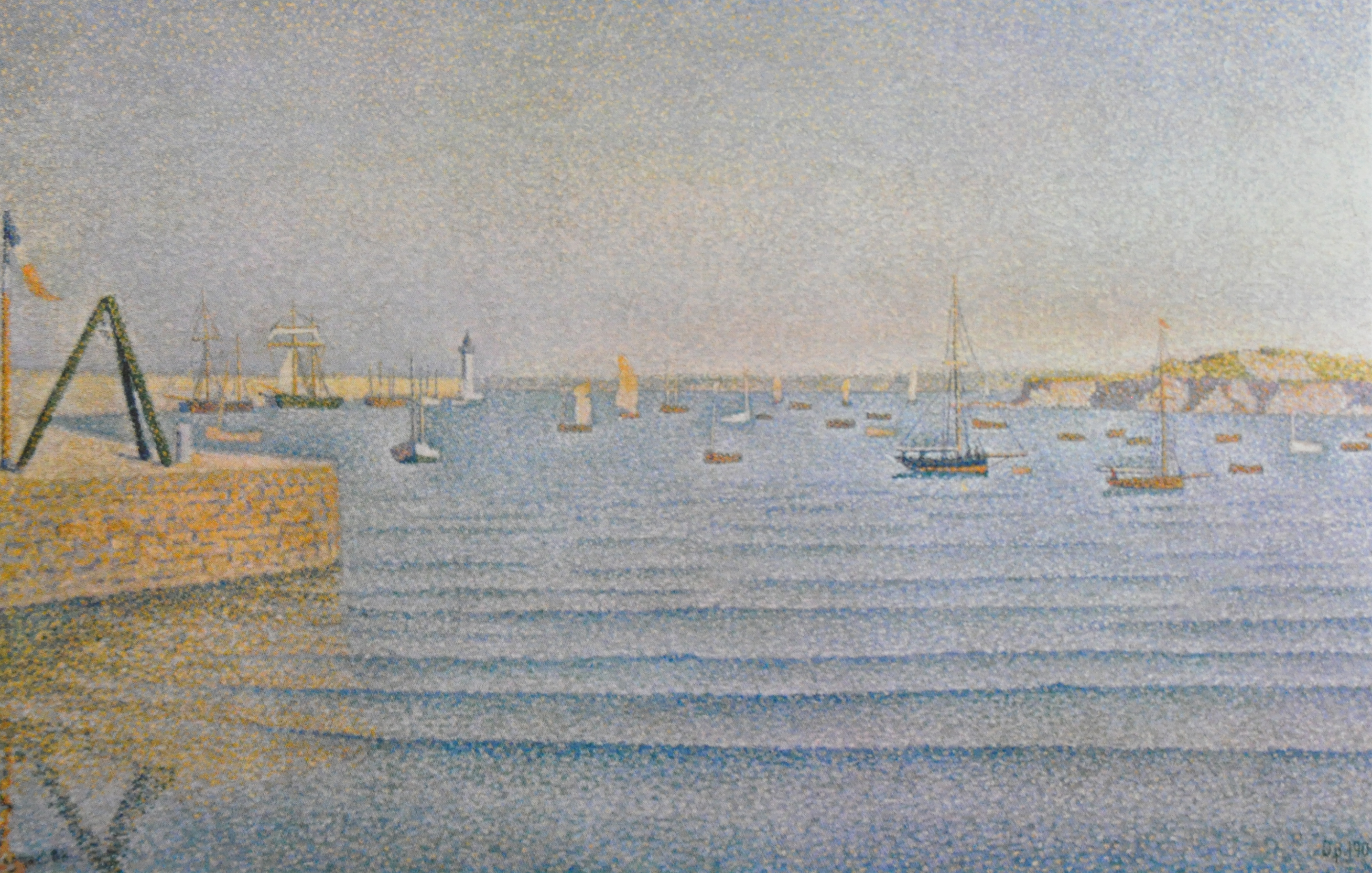
Paul Signac : Le port de Portrieux. La houle (1888).

- Paul Signac : Le port de Portrieux. La houle (1888).

## Sports

### Voile
- D'importantes compétitions de match racing féminin sont organisées chaque année à Saint-Quay-Portrieux.
- Le 6 juillet 2011 la ville a accueilli une étape du tour de France à la voile (le même jour le tour de France cycliste traversait la commune).
- Le Cercle de Voile du Portrieux (CVPx) est une association créée après la seconde guerre mondiale et qui organise des événements de plaisance comme des régates, ou encore l'accueil du Triangle de Dinard chaque année. Son local se trouve sur la plage du Port.
- Le Sport Nautique de Saint-Quay-Portrieux (SNSQP) a son siège sur l'esplanade du nouveau port.

### Football
FC Goëlo.

### Tennis
La commune dispose d'un important club de tennis (Saint-Quay-Portrieux Tennis Club) où se dispute chaque été une compétition internationale l'Open Market rassemblant des joueurs du top 30 français et devenu CNGT en 2016.

### Tennis de table
La commune dispose d'un club de tennis de table : L' Espérance Saint-Quay-Portrieux Tennis de table.

### Beach volley
La ville accueille chaque année la phase finale des championnats de France de beach volley.

### Tir à l'arc
La commune dispose d'un club de tir à l'arc.

## Personnalités liées à la commune
- Eugène-Louis Boudin (1824-1898) a fait de nombreux tableaux sur Portrieux.

Tableaux d'Eugène Boudin
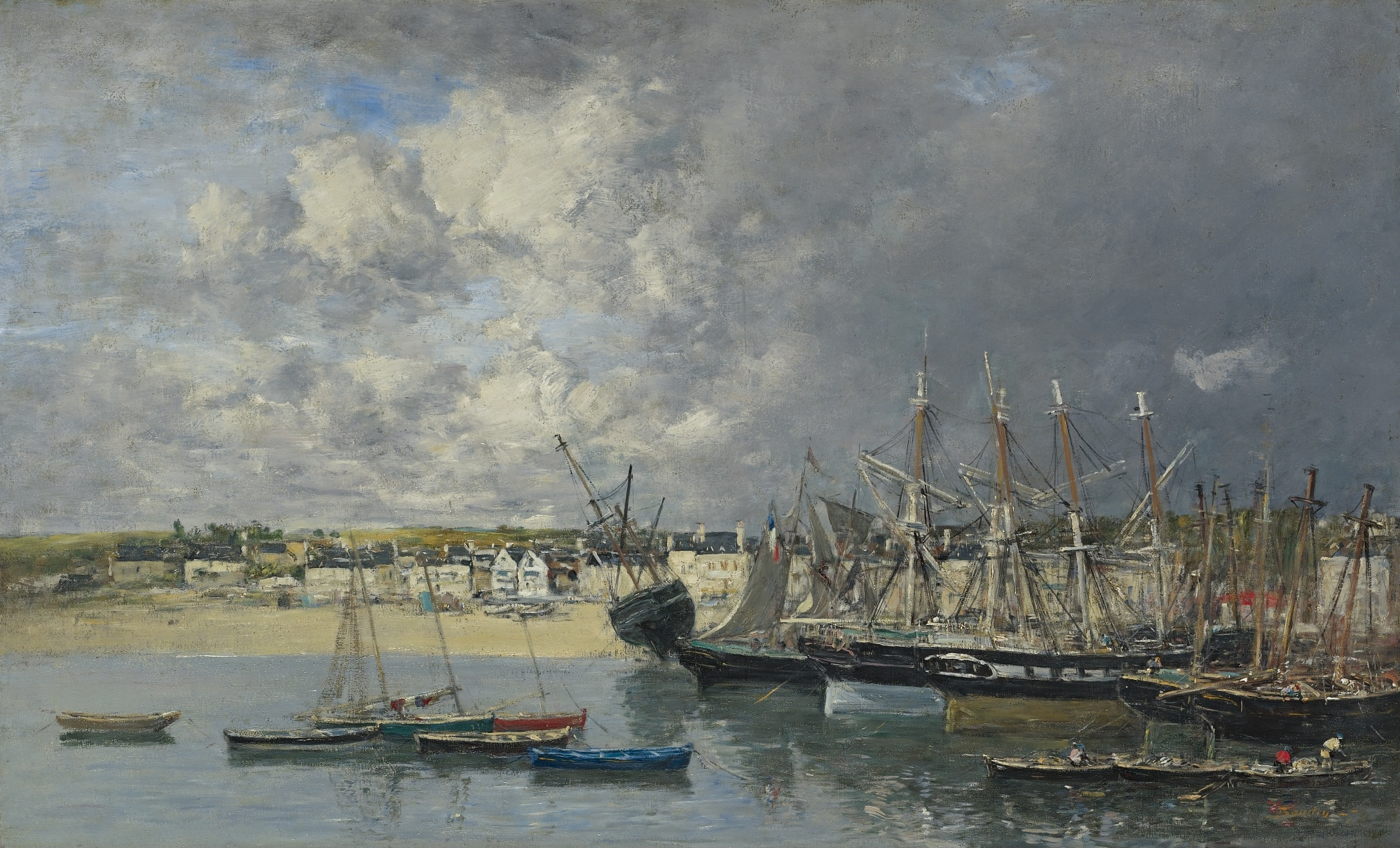
Bateaux à l'ancre, Portrieux Collection privée, Vente 2011
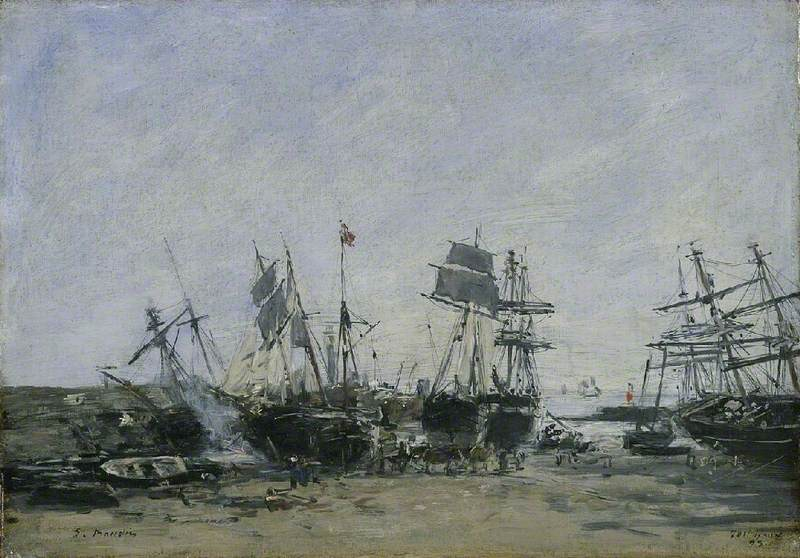
Marée basse, Portrieux, 1873 Cambridge, Fitzwilliam Museum
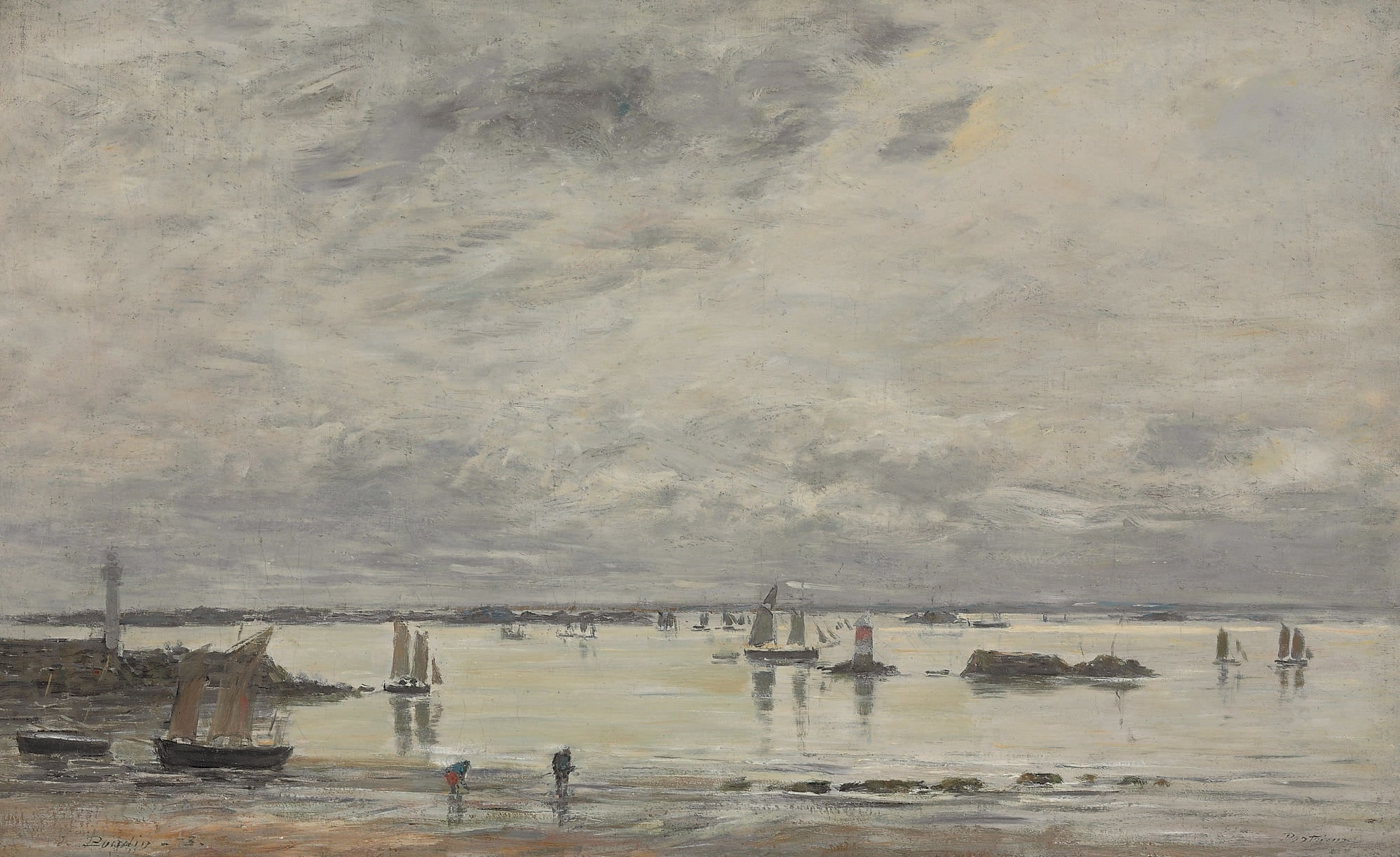
Portrieux, le port marée basse , 1873 Collection privée, Vente 2011
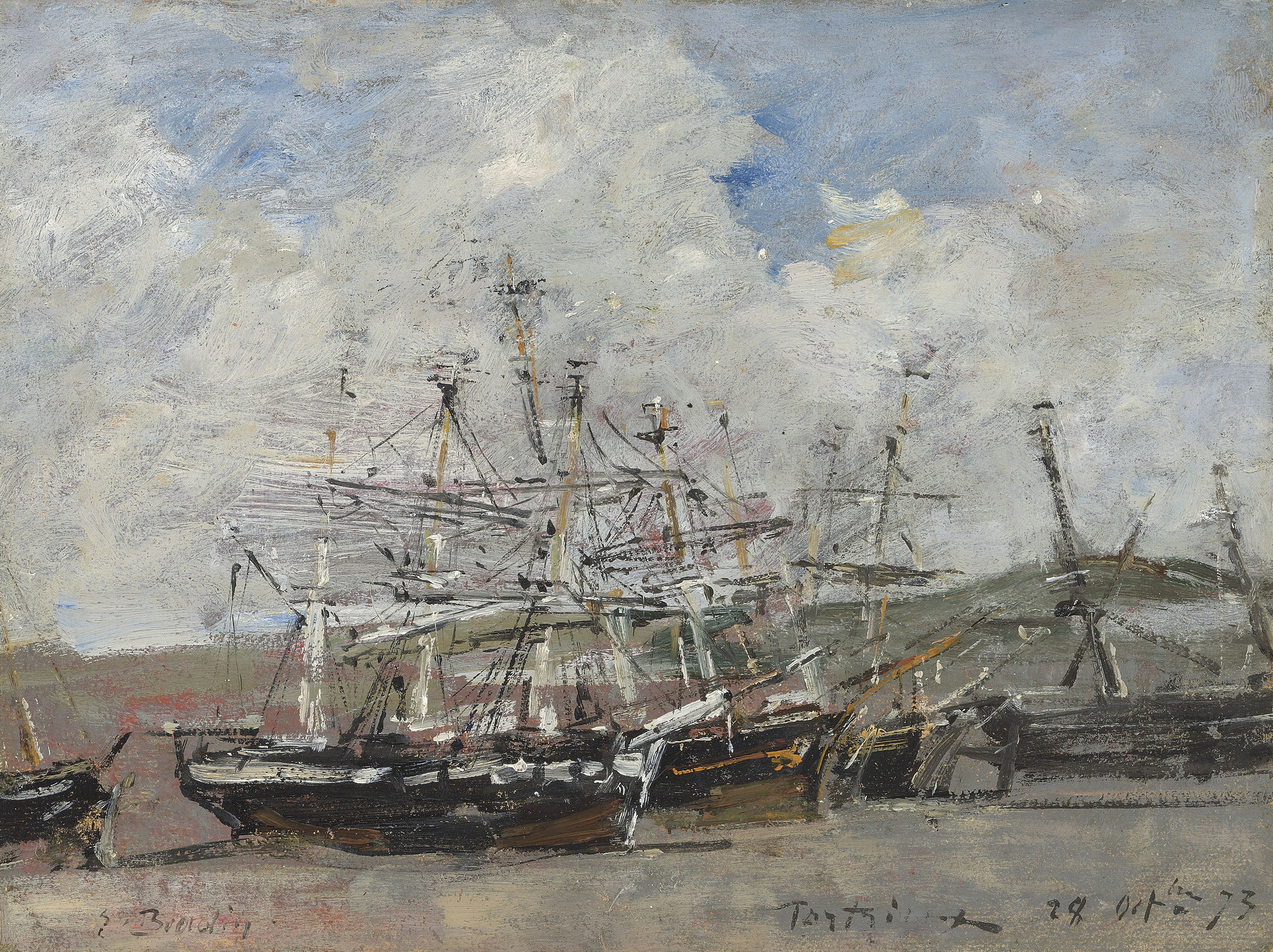
Portrieux, le port marée basse , 1873 Collection privée, Vente 2020
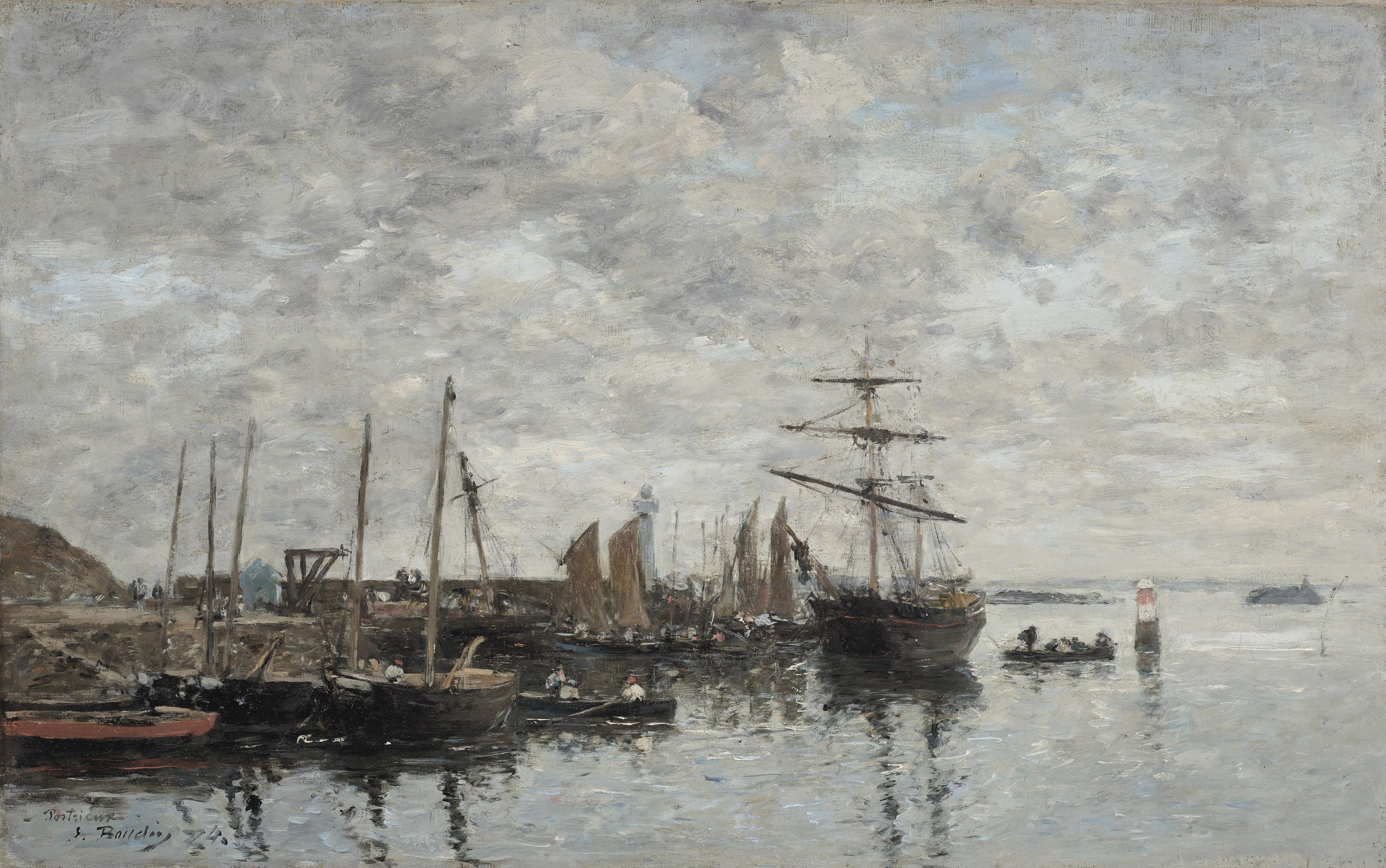
Portrieux, le Port, 1874 collection privée, Vente 2020
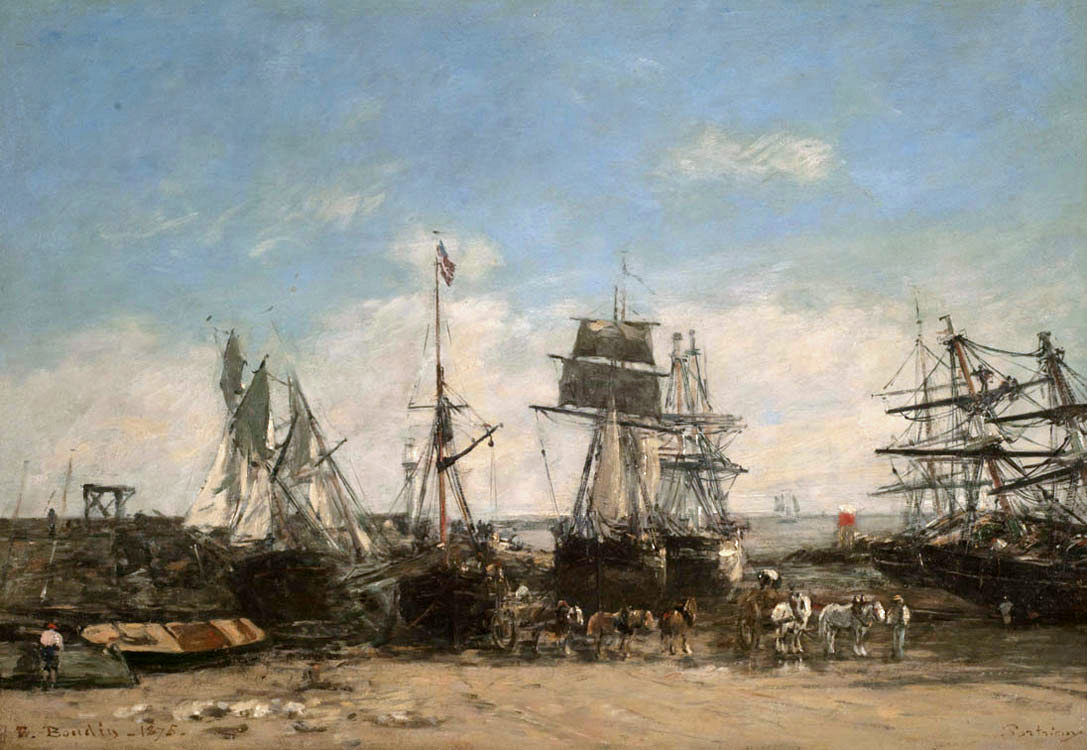
Le Rivage de Portrieux, Côtes-du-Nord, 1875 Musée national des Beaux-Arts (Argentine)

- Léopold Levert (1819-1882) a peint quatre tableaux présentés à la seconde exposition impressionniste de 1876 : Vue de Portrieux, Plage de Portrieux, La Jetée de Portrieux et Port de Portrieux[64].
- Berthe Morisot (1841-1895), peintre impressionniste française, venait y séjourner[réf. nécessaire].

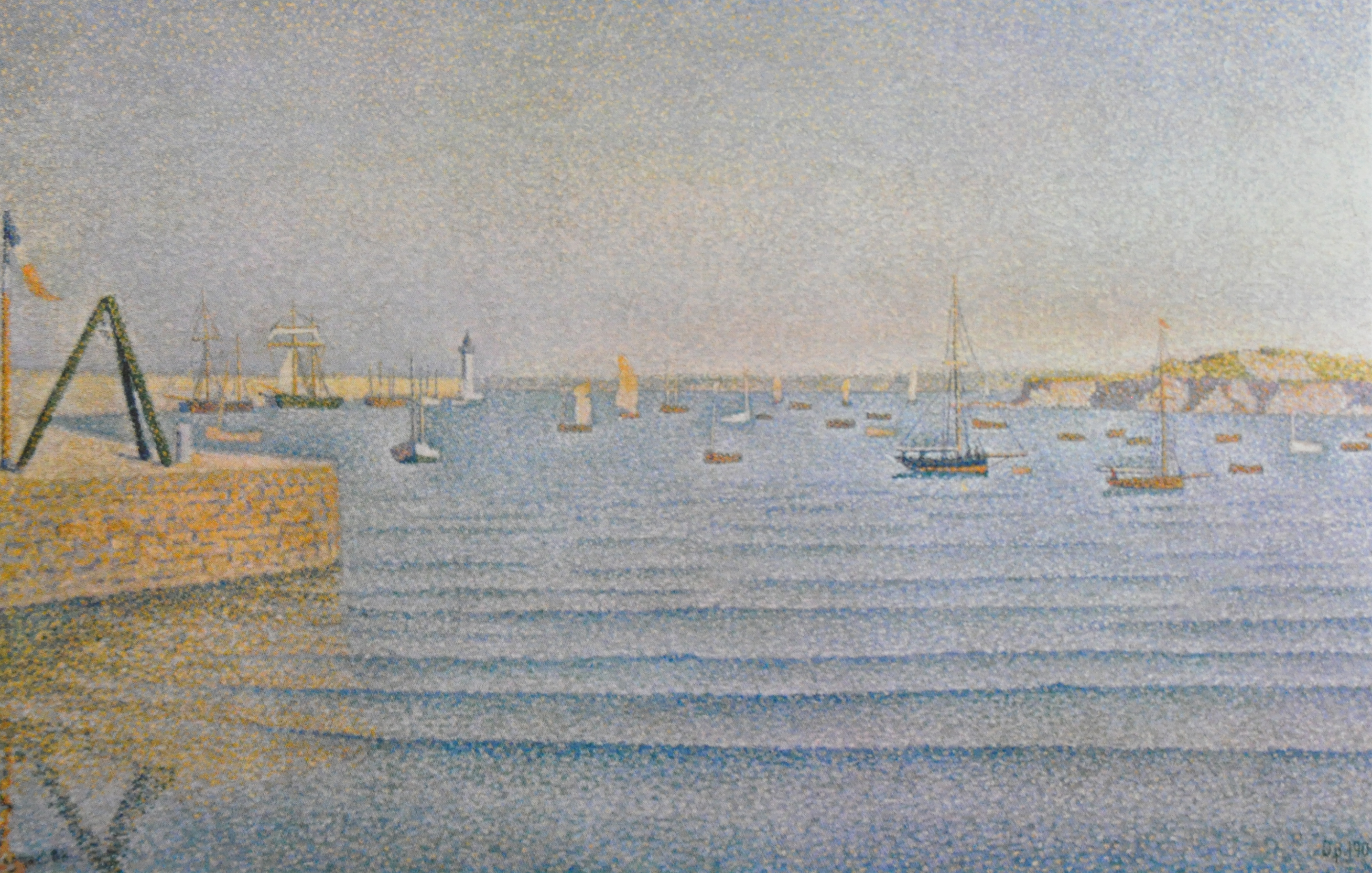
Paul Signac, Le Port de Portrieux, la houle (1888), Stuttgart, Staatsgalerie.

- Paul Signac (1863-1935), peintre néo-impressionniste français, en a peint plusieurs vues lors de séjours chez Berthe Morisot[réf. nécessaire].
- Aimé-François Legendre (1867 - 1951), né à Saint-Quay-Portrieux d'une famille locale, médecin militaire et explorateur de la Chine, auteur de plusieurs livres et articles sur la Chine, ses populations et coutumes, son économie...etc. Une rue de Saint-Quay-Portrieux porte son nom.

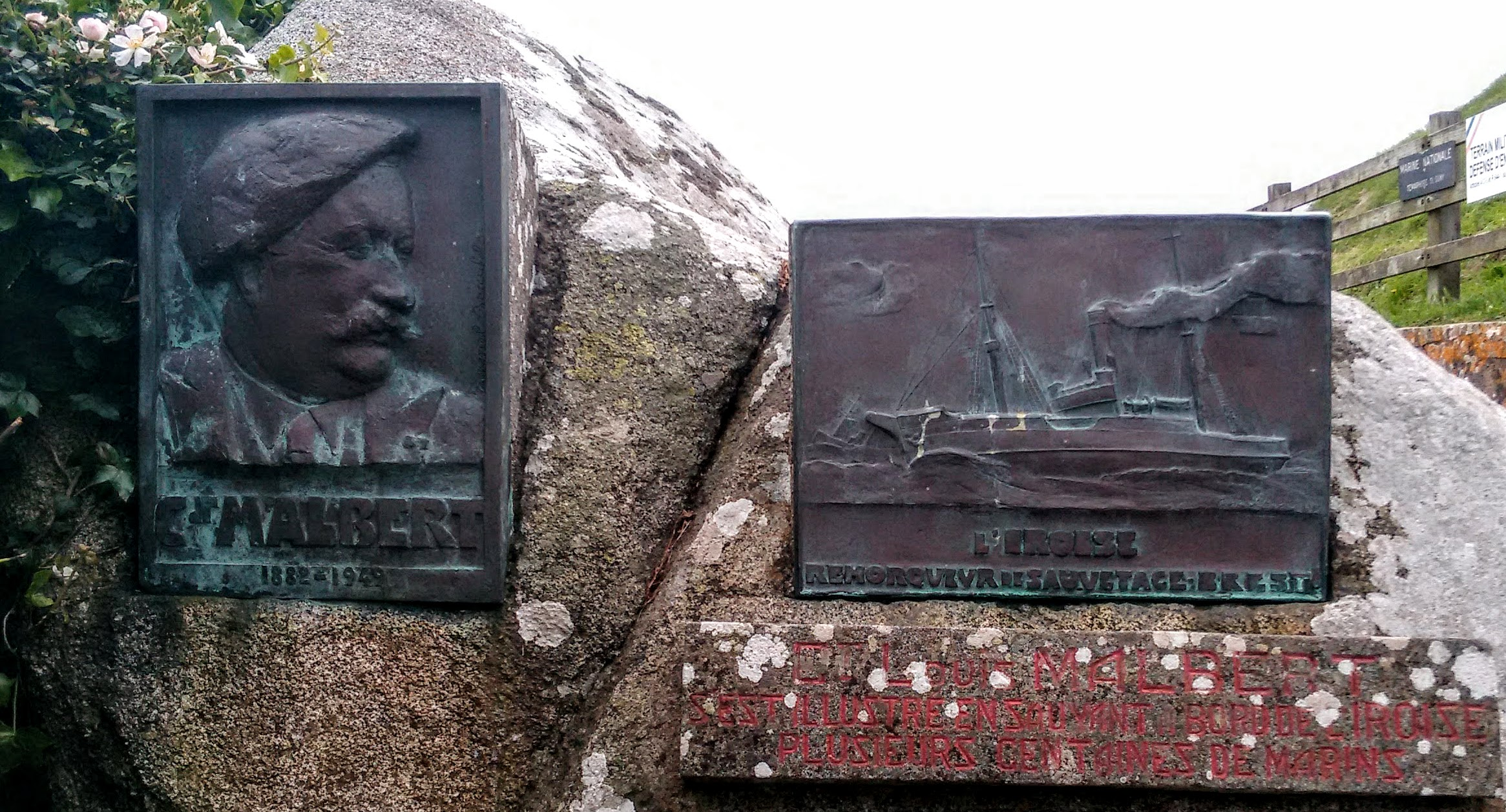
Stèle en l'honneur du commandant Louis Malbert, capitaine de l'Iroise. Inscription sur le rocher : Ct Louis Malbert / s'est illustré en sauvant à bord de lIroise plusieurs centaines de marins.

- Louis Malbert (1881-1949), commandant, né et enterré à Saint-Quay-Portrieux. Il fut, avec le remorqueur Iroise, le précurseur du sauvetage en haute-mer[réf. nécessaire].
- L'astronome français Alexandre Schaumasse (1882–1958) y est né. Il est connu pour avoir découvert la comète périodique 24P/Schaumasse et également pour avoir nommé 2 astéroïdes Alsace (Alsatia) et Lorraine, à la suite de l'annexion allemande qui suivit la guerre de 1870[réf. nécessaire].
- L'acteur Henry-Laverne (1888-1953) y est mort.
- Joséphine Baker (1906-1975) venait y passer ses vacances[réf. nécessaire].
- Louis Rebour (1907-1941), né à Saint-Quay-Portrieux, capitaine au long cours, compagnon de la Libération[65].
- Marie-Thérèse Auffray (1912-1990), artiste peintre et héroïne de la Seconde Guerre mondiale, est née dans la commune. Une rétrospective lui est consacrée en 2018 au Centre de Congrès[66], après son exposition à l'Orangerie du Sénat, à Paris, en 2017. Le jardin Marie-Thérèse-Auffray, œuvre de l'architecte Rorcha, lui est dédié.
- Loÿs Pétillot (1911-1983), auteur français de bandes dessinées, est né le 10 octobre 1911 à Sa Đéc (Indochine) et mort le 18 novembre 1983 à Saint-Quay-Portrieux.
- Alain Guel (1913-1993), alias Alain Le Banner, de son vrai nom Alexandre Jouannard, écrivain, poète, peintre et nationaliste breton. Il fut commerçant au Portrieux vers 1965[réf. nécessaire].
- Eric Tabarly (1931-1998) avait inauguré l'espace du nouveau port qui porte son nom.
- Jean-Paul Hameury (1933-2009), écrivain et poète français est né à Saint-Quay-Portrieux.
- Jean Le Dû (1938-2020), celtisant, sociolinguiste, géolinguiste, professeur émérite à l'université de Brest, fondateur de la revue La Bretagne Linguistique, auteur de nombreuses articles scientifiques et d’ouvrages littéraires, il a publié notamment : Du café vous aurez - Quand les Bretons parlent le français[67] et Le trégorrois à Plougrescant - Dictionnaire breton-français et français-breton[68].
- Jean-Claude Fournier (né en 1943), dessinateur, illustrateur, auteur des albums Spirou de 1968 à 1981.
- Paul Vatine (1957–1999), navigateur, en avait fait son port d'attache[réf. nécessaire].
- Claire Leroy (née en 1980), navigatrice, membre du Sport nautique de Saint-Quay-Portrieux, championne du monde de match racing 2007 et 2008, élue Marin international 2007 par l'ISAF.

## Patrimoine naturel Natura 2000

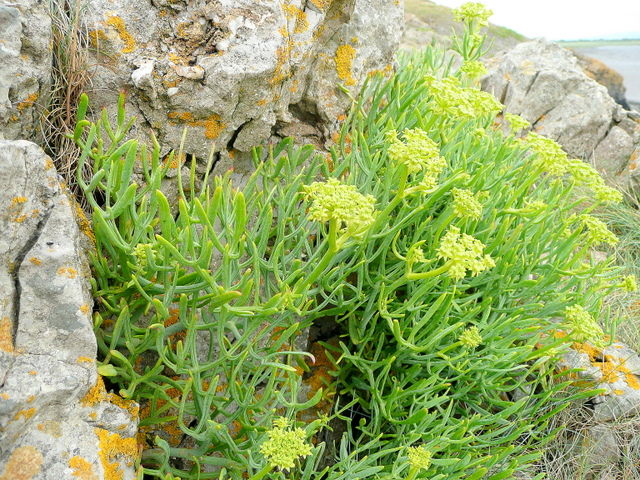
Criste marine
(Crithmum maritimum).

Saint-Quay-Portrieux est concerné par deux ZNIEFF.
La ZNIEFF continentale de type 2 de la « Côte ouest de la baie de Saint-Brieuc » précédemment appelée « Falaises de Plouha », soit 4 256,4 hectares sur six communes : Binic-Étables-sur-Mer, Lanloup, Plouha, Pordic, Saint-Quay-Portrieux et Tréveneuc. Elle vise les côtes rocheuses et falaises maritimes. S'y trouve notamment la patience des rochers ou oseille des rochers (Rumex rupestris), espèce protégée en France métropolitaine.
La ZNIEFF continentale de type 1 de la « Pointe de Saint-Marc », soit 15,96 hectares sur les deux communes de Saint-Quay-Portrieux et Tréveneuc. Elle vise les côtes rocheuses (les rochers de l'estran) et les falaises maritimes entre la plage Saint-Marc sur Tréveneuc et la Grève de Fonteny sur Saint-Quay-Portrieux. Ses habitats déterminants sont faits de landes, fruticées, pelouses et prairies. On y trouve entre autres la criste marine (Crithmum maritimum), espèce réglementée en France métropolitaine.